# Liste der Biografien/Bia–Bid
Liste der Biografien |
Portal Biografien |
Personensuche
# |
A |
B |
C |
D |
E |
F |
G |
H |
I |
J |
K |
L |
M |
N |
O |
P |
Q |
R |
S |
T |
U |
V |
W |
X |
Y |
Z |
?
 
Ba |
Be |
Bd |
Bg |
Bh |
Bi |
Bj |
Bl |
Bm |
Bn |
Bo |
Br |
Bs |
Bu |
Bw |
By |
Bz
 
Bia–Bid |
Bie |
Bif–Bim |
Bin |
Bio |
Bip |
Bir |
Bis |
Bit |
Biu |
Biv |
Biw |
Bix |
Biy |
Biz
Die Liste der Biografien führt alle Personen auf, die in der deutschsprachigen Wikipedia einen Artikel haben. Dieses ist eine Teilliste mit 847 Einträgen von Personen, deren Namen mit den Buchstaben „Bia“ – „Bid“ beginnt.

## Bia–Bid

### Bia
- Bia (* 1991), US-amerikanische RapperinBia (* 1991)

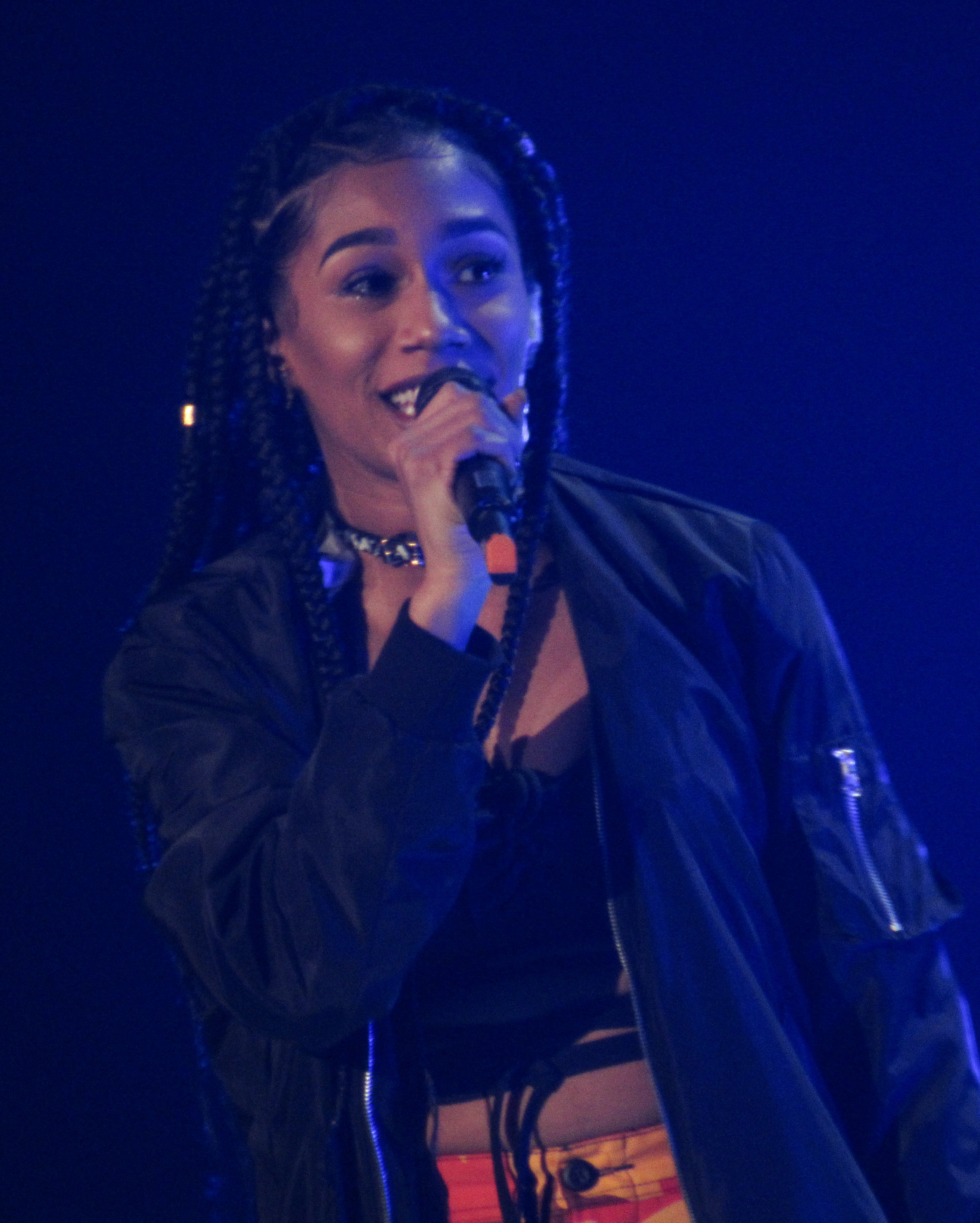
Bia (* 1991)

- Bia, Lucien (1852–1892), belgischer Soldat und Forschungsreisender
- Bia, Margaretha Rosina Henriëtta (1818–1873), niederländische Tänzerin und Schauspielerin
- Bia, Maria Francisca (1809–1889), niederländische Tänzerin, Sängerin und Schauspielerin

#### Biab
- Biabiany, Jonathan (* 1988), französischer Fußballspieler

#### Biac
- Biach, Alexander (* 1973), österreichischer Verbandsfunktionär
- Biach, Flora (1877–1942), österreichische Kunsthistorikerin
- Biack, Karl (1900–1944), österreichischer römisch-katholischer Polizeijurist und Märtyrer

#### Biad
- Biada, Julius (* 1992), deutscher Fußballspieler
- Biada, Miguel (1789–1848), spanischer Unternehmer
- Biadacz, Marc (* 1979), deutscher Politiker (CDU), MdB
- Biadaiolo-Meister, mittelalterlicher Buchmaler
- Biadasz, Tyler (* 1997), US-amerikanischer American-Football-Spieler
- Biado, Carlo (* 1983), philippinischer Poolbillardspieler

#### Biaf
- Biafore, Chad (* 1968), italo-kanadischer Eishockeyspieler
- Biafore, Roque (1896–1975), argentinischer Bandoneonist und Tangokomponist
- Biafra, Jello (* 1958), US-amerikanischer Punksänger und MusikerJello Biafra (* 1958)

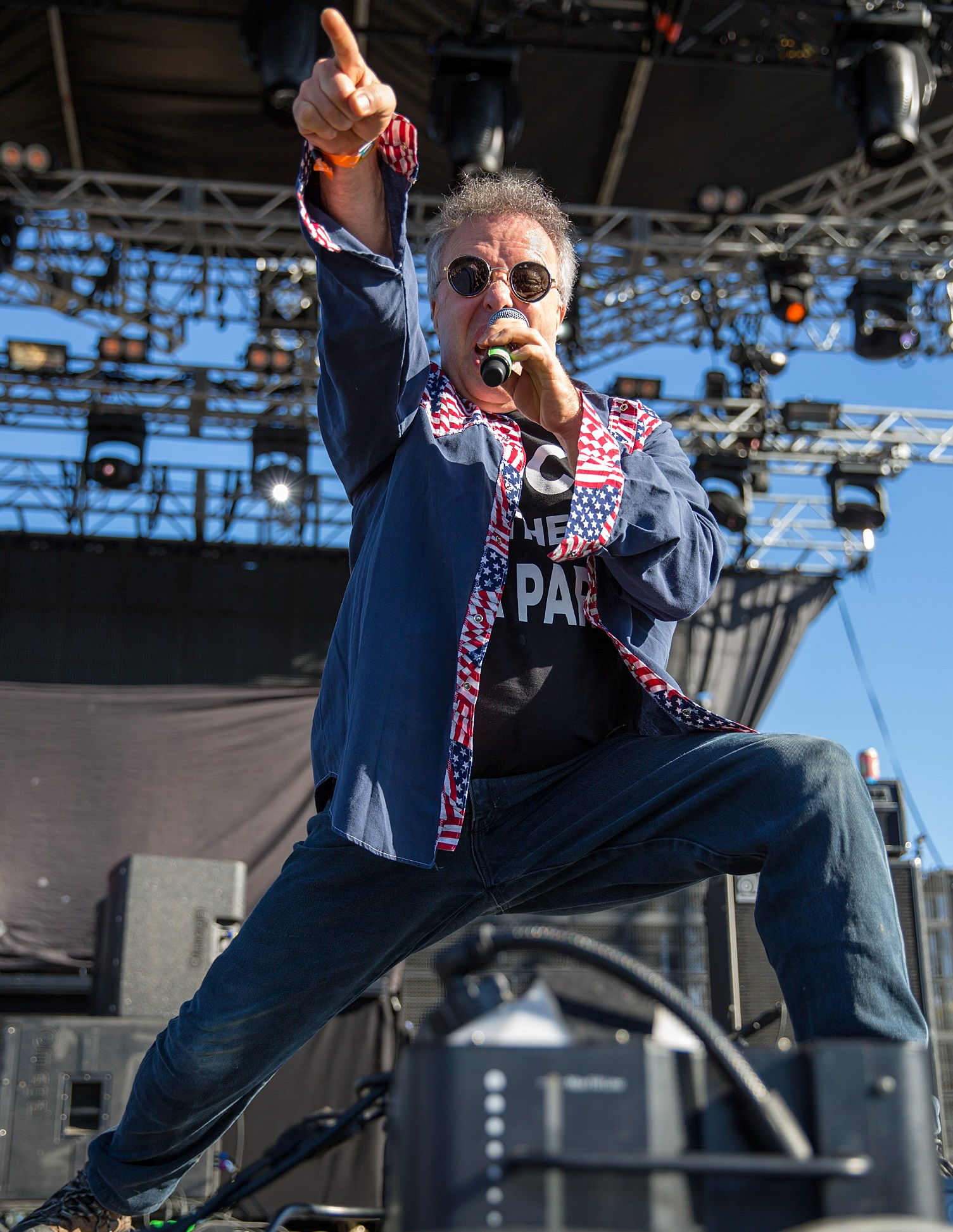
Jello Biafra (* 1958)

#### Biag
- Biagetti, Giuliano (1925–1998), italienischer Filmregisseur und Drehbuchautor
- Biaggi de Blasys, Leo (1906–1979), Schweizer Zuckerfabrikant und Sportfunktionär
- Biaggi, Antonio (* 1978), puerto-ricanischer Pornodarsteller
- Biaggi, Jean-Baptiste (1918–2009), französischer Anwalt und rechtsgerichteter Politiker
- Biaggi, Mario (1917–2015), US-amerikanischer Politiker
- Biaggi, Max (* 1971), italienischer Motorradrennfahrer
- Biaggini, Giovanni (* 1960), Schweizer Jurist und Hochschullehrer
- Biaggio, Claudio (* 1967), argentinischer Fußballspieler
- Biagi, Carlo (1914–1986), italienischer Fußballspieler
- Biagi, Enzo (1920–2007), italienischer Journalist, Autor und Fernsehmoderator
- Biagi, Marco (1950–2002), italienischer Jurist, Professor für Arbeitsrecht
- Biagi, Marco (* 1982), schottischer Politiker
- Biagi, Rodolfo (1906–1969), argentinischer Tango-Musiker und -Komponist
- Biagi, Thomas (* 1976), italienischer Automobilrennfahrer
- Biagi, Vincenzo (* 1932), Schweizer Schauspieler
- Biagianti, Marco (* 1984), italienischer Fußballspieler
- Biagini, Giancarlo, britischer Mikrobiologe
- Biagini, Isabella (1940–2018), italienische Schauspielerin, Radiosprecherin und Model
- Biagioli, Aaron (* 1965), US-amerikanischer Fußballspieler
- Biagioli, Patrick (* 1967), Schweizer Tenorsänger, Schauspieler, Musicaldarsteller und Regisseur
- Biagioni, Ljubka (* 1968), deutsche Dirigentin bulgarisch-italienischer Abstammung
- Biagiotti, Laura (1943–2017), italienische ModedesignerinLaura Biagiotti (1943–2017)

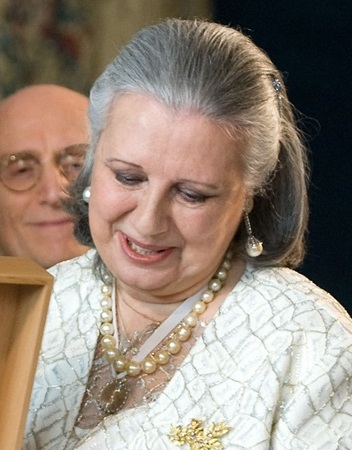
Laura Biagiotti (1943–2017)

- Biagota, Frau von Fürst Boleslav I. von Böhmen (935–967)

#### Biai
- Biai, Celton (* 2000), guinea-bissauisch-portugiesischer Fußballtorhüter

#### Bial
- Bial, Manfred (1869–1908), deutscher Arzt
- Bial, Rudolf (1834–1881), deutscher Violinist, Komponist, Dirigent und Theaterdirektor
- Biala, Max (1905–1942), deutscher SS-Unterscharführer im Vernichtungslager Treblinka
- Bialas, Andreas (* 1968), deutscher Politiker (SPD), MdL
- Białas, Andrzej (* 1936), polnischer Physiker
- Bialas, Arthur (1930–2012), deutscher Fußballspieler
- Bialas, Dunja, deutsche Journalistin und Filmkritikerin
- Bialas, Esther (* 1982), deutsche Regisseurin und Kostümbildnerin
- Bialas, Franz (* 1929), deutscher Fußballspieler
- Bialas, Günter (1907–1995), deutscher Komponist
- Bialas, Hans (1911–1964), deutscher MfS-Mitarbeiter, Leiter der Abteilung XIV des Ministeriums für Staatssicherheit
- Bialas, Rolf (1929–2010), deutscher Arzt und Politiker (FDP), MdHB
- Bialas, Rudolf (1940–2022), deutscher Gymnasiallehrer und Lokalhistoriker
- Bialas, Valentine (1903–1965), US-amerikanischer Eisschnellläufer
- Bialas, Volker (* 1938), deutscher Wissenschaftshistoriker und Philosoph
- Bialas, Wolfgang (* 1954), deutscher Philosoph und Historiker
- Bialas, Wolfram (1935–1998), deutscher Schachmeister
- Białasik, Krzysztof (* 1958), römisch-katholischer Geistlicher, Bischof von Oruro
- Bialcke, Ferdinand von (1803–1876), preußischer Generalleutnant
- Bialdyga, Patrick (* 1971), deutscher Opernregisseur
- Bialecki, Joachim (* 1939), deutscher Parteifunktionär (SED), VEB-Direktor
- Białecki, Sebastian (* 2003), polnischer Dartspieler
- Białek, Bartosz (* 2001), polnischer Fußballspieler
- Białek, Edward (* 1956), polnischer Literaturhistoriker
- Białek, Józef Zbigniew (1930–2018), polnischer Literaturhistoriker und -kritiker
- Bialek, Robert (* 1915), deutscher Politiker (SPD), MdV und Widerstandskämpfer gegen den NationalsozialismusRobert Bialek (* 1915)

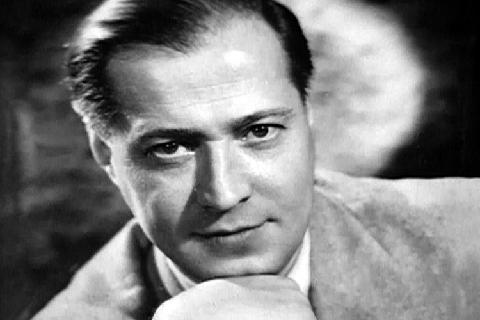
Robert Bialek (* 1915)

- Bialek, Robert (1922–2006), US-amerikanischer Musikproduzent und Konzertveranstalter
- Bialek, Roland (* 1962), Schweizer Politiker (EVP)
- Bialek, Theo, US-amerikanischer Spezialeffektkünstler
- Bialer, Meir (* 1948), israelischer Pharmazeut und medizinischer Chemiker
- Bialer, Seweryn (1926–2019), polnisch-amerikanischer Politikwissenschaftler
- Bialetti, Alfonso (1888–1970), italienischer Erfinder
- Bialetti, Renato (1923–2016), italienischer Unternehmer
- Biali, Laila (* 1980), kanadische Jazzsängerin, Songwriterin und Pianistin, zudem Radiomoderatorin
- Bialik Øien, Line (* 1986), norwegische Eishockeyspielerin
- Bialik, Chaim Nachman (1873–1934), Dichter, Autor und Journalist
- Bialik, Mayim (* 1975), US-amerikanische SchauspielerinMayim Bialik (* 1975)

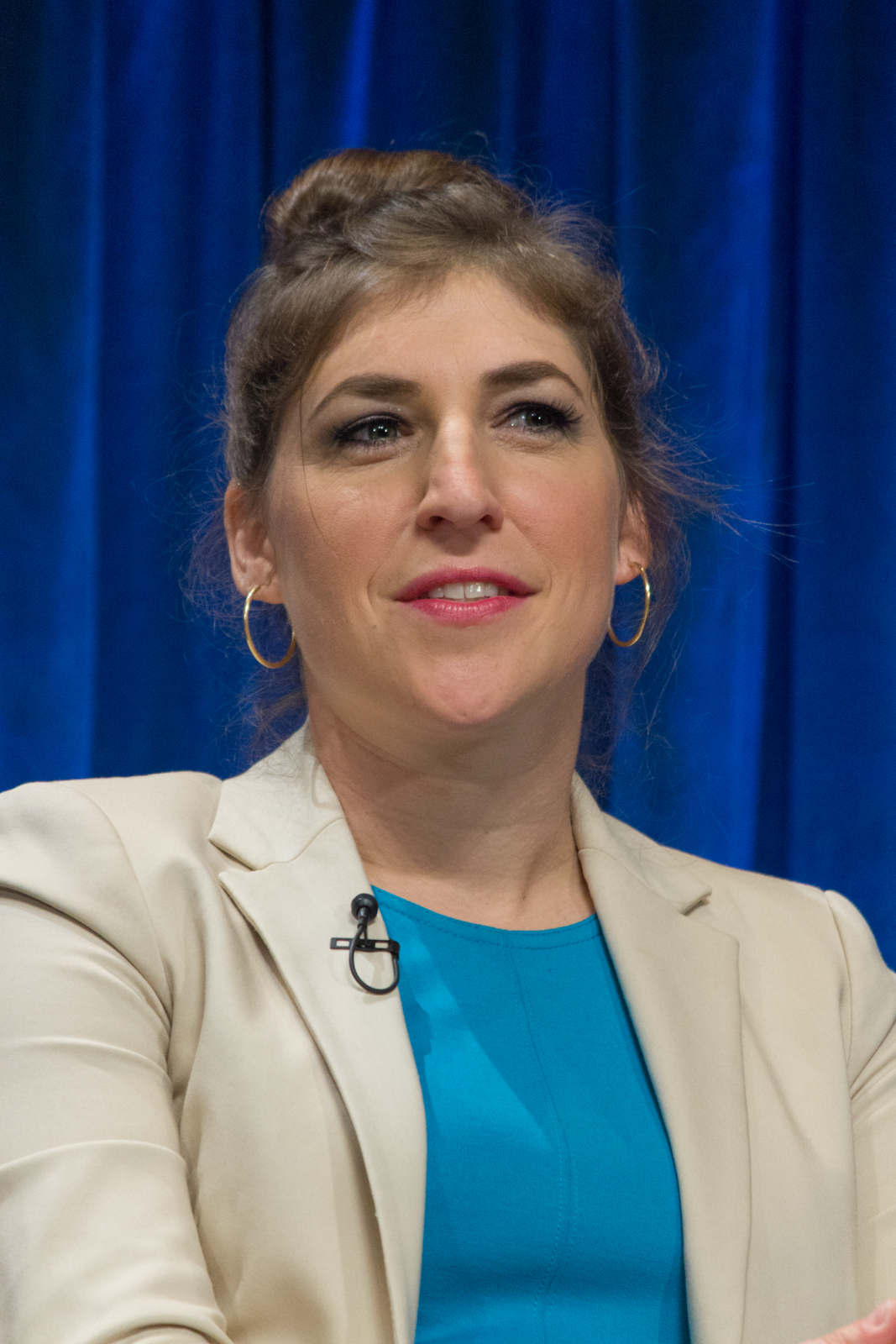
Mayim Bialik (* 1975)

- Bialk, Maik (* 1976), deutscher Filmregisseur, Autor, Journalist und Entwickler von Doku- und Digital-Formaten
- Białk, Michał (* 1982), polnischer Pianist
- Białkowska-Michalak, Aneta (* 1977), polnische Kanurennsportlerin
- Białkowski, Bartosz (* 1987), polnischer Fußballtorhüter
- Białkowski, Dariusz (* 1970), polnischer Kanute
- Białkowski, Grzegorz (1932–1989), polnischer Physiker, Lyriker und Politiker
- Bialkowski, Stanislaus (1897–1959), deutscher Schriftsteller
- Biallas, Dieter (1936–2016), deutscher Mathematiker und Politiker (FDP), MdHB
- Biallas, Franz Xaver (1878–1936), China-Missionar der Steyler Missionare und Sinologe
- Biallas, Hans (1903–1977), deutscher nationalsozialistischer Funktionär
- Biallas, Hans (1918–2009), deutscher Fußballspieler
- Biallas, Hans-Christian (1956–2022), deutscher Politiker (CDU), MdL und Präsident der Klosterkammer Hannover, lutherischer Theologe
- Biallas, Jörg (1962–2021), deutscher Journalist und Chefredakteur
- Biallas, Jutta (* 1957), deutsche Politikerin (Bündnis 90/Die Grünen / GAL-Hamburg), MdHB
- Biallo, Horst (* 1954), deutscher Wirtschaftsjournalist, Sachbuchautor und Unternehmer
- Bialluch, Martin (* 1968), deutscher politischer Beamter (Die Linke)
- Białobłocki, Jan (1805–1828), polnischer Musiker und Künstler, Jugendfreund des Komponisten Frédéric Chopin
- Białobłocki, Marcin (* 1983), polnischer Straßenradrennfahrer
- Białobłocki, Samuel (1888–1960), litauischer Hebraist
- Białobrzeski, Czesław (1878–1953), polnischer theoretischer Physiker und Astronom
- Bialobrzeski, Peter (* 1961), deutscher Fotograf und Professor an der Hochschule für Künste Bremen
- Białogłowski, Edward (* 1947), polnischer römisch-katholischer Geistlicher und emeritierter Weihbischof in Rzeszów
- Bialon, Uwe (* 1963), deutscher Fußballspieler
- Białostocki, Jan (1921–1988), polnischer Kunsthistoriker
- Bialostotzky, Kurt (1896–1985), deutscher Maler
- Białoszewski, Miron (1922–1983), polnischer Dichter
- Bialowas, Dwight (* 1952), kanadischer Eishockeyspieler
- Bialowas, Yannik (* 2001), deutscher Handballspieler
- Bialowitz, Philip (1929–2016), Überlebender des Vernichtungslagers Sobibór
- Bialski, Jacques (1929–2013), französischer Politiker der Parti Socialiste (PS)
- Biały, Stanisław (1868–1932), österreichisch-polnischer Jurist und Politiker, Mitglied des Galizischen Landtages, des Österreichischen Abgeordnetenhauses und des Polnischen Senats

#### Biam
- Biama, William (* 1984), kenianischer Marathonläufer
- Biamby, Philippe (1952–2008), haitianischer Militär, Mitglied des Oberkommandos der militärischen Streitkräfte Haitis
- Biamou, Maxime (* 1990), französischer Fußballspieler

#### Bian
- Bian, chinesische Kaiserin der Wei-Dynastie
- Bian, Kaiserin der Wei-Dynastie
- Bian Jingzhao, chinesischer Maler der frühen Ming-Dynastie
- Bian, Ka (* 1993), chinesische Kugelstoßerin
- Bian, Kaiserinmutter († 230), chinesische Kaiserinmutter der Wei-Dynastie
- Bian, Que, chinesischer Mediziner
- Bian, René (1844–1917), deutscher Hüttendirektor und Landtagsabgeordneter
- Bian, Tongda (* 1991), chinesischer Leichtathlet
- Bian, Wenyou (* 1985), chinesischer Skilangläufer
- Bianca (* 1948), deutsche Sängerin und Komponistin volkstümlicher Schlager
- Bianca Lancia, Geliebte und Ehefrau von Kaiser Friedrich II.
- Bianca von Montferrat (1472–1519), Herzogin und Regentin von Savoyen
- Bianca, Lady (* 1953), US-amerikanische Sängerin und Songwriterin
- Bianca, Viva (* 1983), australische Schauspielerin mit polnischen WurzelnViva Bianca (* 1983)

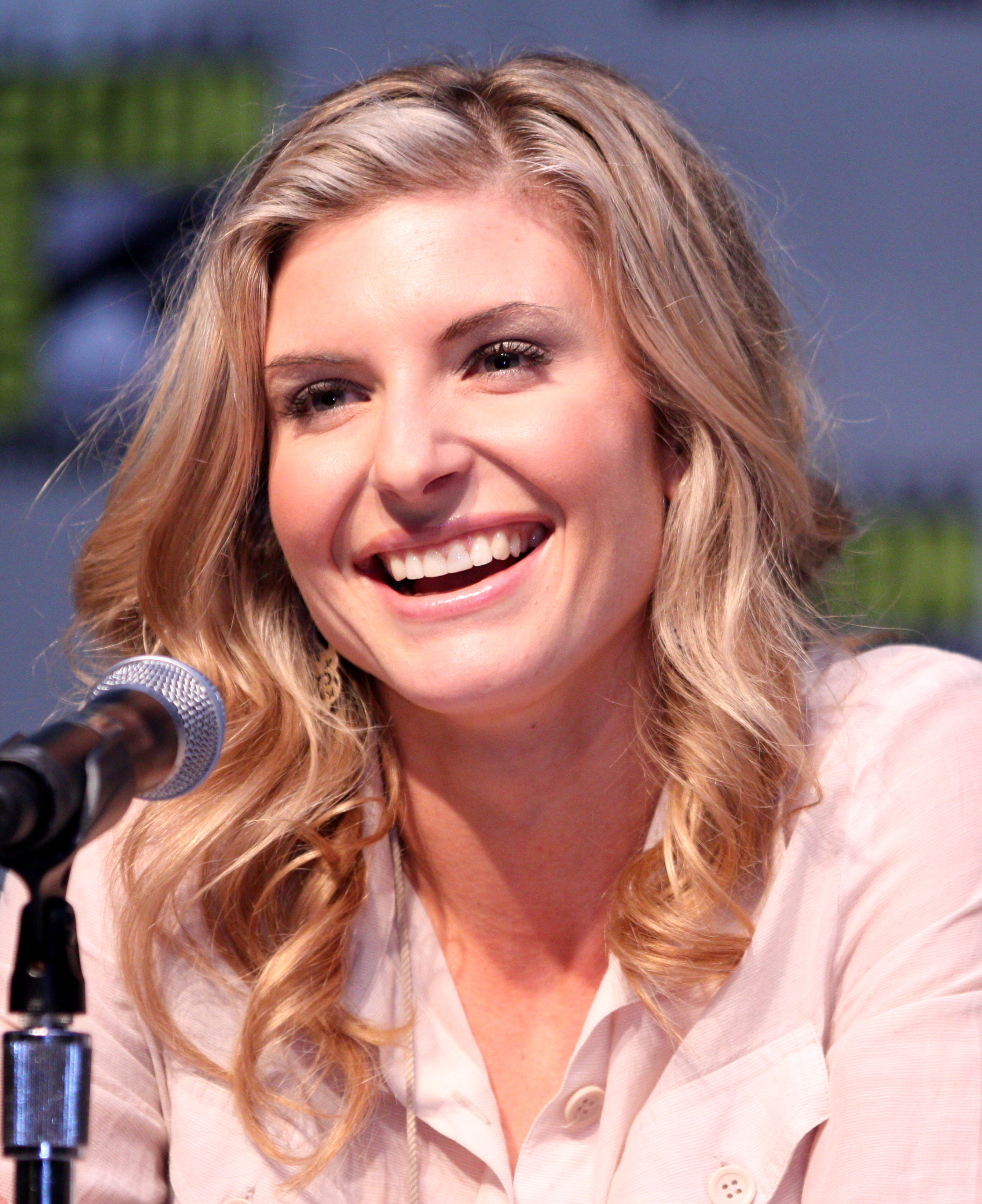
Viva Bianca (* 1983)

- Biancalani, Frédéric (* 1974), französischer Fußballspieler
- Biancani, Giuseppe (1566–1624), italienischer Jesuit, Astronom und Mathematiker
- Biancarelli, Marcu (* 1968), korsischer Schriftsteller
- Bianchedi, Diana (* 1969), italienische Fechterin
- Biancheri, Franck (1961–2012), französischer politischer Aktivist
- Biancheri, Nathalie (* 1988), italienische Filmregisseurin und Drehbuchautorin
- Biancheri, Sébastien (* 1980), monegassischer Jurist
- Bianchessi, Paolo (* 1981), italienischer Judoka
- Bianchet, Nicole (* 1975), US-amerikanische Malerin
- Bianchetti Boffelli, Rosolino (* 1945), italienischer Geistlicher, emeritierter römisch-katholischer Bischof von Quiché
- Bianchetti, Davide (* 1977), italienischer Squashspieler
- Bianchetti, Lorenzo (1545–1612), italienischer Kardinal der Römischen Kirche
- Bianchetti, Matteo (* 1993), italienischer Fußballspieler
- Bianchetti, Sebastiano (* 1996), italienischer Kugelstoßer
- Bianchetti, Suzanne (1889–1936), französische Schauspielerin
- Bianchetto, Sergio (* 1939), italienischer Radsportler
- Bianchi Anderloni (1916–2003), italienischer Automobildesigner und Unternehmer
- Bianchi Bandinelli, Ranuccio (1900–1975), italienischer Klassischer Archäologe
- Bianchi Brunner, Elsie (1930–2016), Schweizer Jazzmusikerin und Unternehmerin
- Bianchi di Cárcano, Emilio (1930–2021), argentinischer Geistlicher, römisch-katholischer Bischof von Azul
- Bianchi Montero, Roberto (1907–1986), italienischer Filmregisseur, Drehbuchautor und Schauspieler
- Bianchi, Adelchi (1918–1968), italienischer Kameramann und Filmregisseur
- Bianchi, Alessandro (* 1945), italienischer Hochschullehrer und Minister
- Bianchi, Alessandro (* 1966), italienischer Fußballspieler
- Bianchi, Alessandro (* 1989), san-marinesischer Fußballspieler
- Bianchi, Ambrogio (1771–1856), italienischer Kamaldulenser und Kardinal
- Bianchi, Andrea (1925–2013), italienischer Regisseur, Drehbuchautor und Filmeditor
- Bianchi, Andrea Giorgio Maria (1746–1814), italienischer Kaufmann und Mäzen
- Bianchi, Angelo (1817–1897), italienischer Kurienkardinal
- Bianchi, Bianca (1855–1947), deutsch-österreichische Opernsängerin (Koloratursopranistin)
- Bianchi, Bianco (1917–1997), italienischer Radrennfahrer
- Bianchi, Bruna (1942–2021), italienische Germanistin, Übersetzerin und Schriftstellerin
- Bianchi, Bruno (1904–1988), italienischer Segler
- Bianchi, Bruno (1943–1966), italienischer Schwimmer
- Bianchi, Carlos (1910–1935), argentinischer Sprinter
- Bianchi, Carlos (* 1949), argentinischer Fußballspieler und -trainerCarlos Bianchi (* 1949)

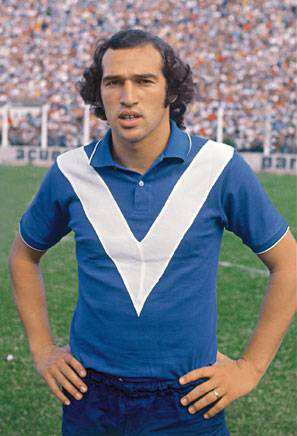
Carlos Bianchi (* 1949)

- Bianchi, César (* 1977), uruguayischer Journalist und Schriftsteller
- Bianchi, Chase (* 1987), US-amerikanischer Pokerspieler
- Bianchi, Christian (* 1970), italienischer Politiker (Südtirol)
- Bianchi, Daniel (* 1956), uruguayischer Journalist und Hörfunkmoderator
- Bianchi, Daniela (* 1942), italienische Schauspielerin
- Bianchi, Deborah (* 1992), italienische Fußballschiedsrichterin
- Bianchi, Diana (* 1951), uruguayische Historikerin
- Bianchi, Eleonora (* 1942), italienische Schauspielerin
- Bianchi, Enrico (* 1930), Schweizer Ruderer
- Bianchi, Enzo (* 1943), italienischer katholischer Theologe
- Bianchi, Francesco († 1510), italienischer Maler der Renaissance
- Bianchi, Francesco († 1810), italienischer Opernkomponist
- Bianchi, Francesco Saverio (1743–1815), italienischer Mönch und Mystiker
- Bianchi, Friedrich von (1812–1865), österreichischer Feldmarschall-Lieutenant
- Bianchi, Gerardo († 1302), katholischer Priester
- Bianchi, Giada (* 2001), italienische Beachvolleyballspielerin
- Bianchi, Giorgio (1904–1967), italienischer Filmregisseur, Drehbuchautor und Schauspieler
- Bianchi, Giovanni (1918–2003), italienischer Geistlicher, Bischof von Pescia
- Bianchi, Giovanni Battista (1681–1761), italienischer Anatom
- Bianchi, Guillaume (* 1997), italienischer Florettfechter
- Bianchi, Gustavo (1845–1884), italienischer Forschungsreisender in Afrika
- Bianchi, Herman (1924–2015), niederländischer Rechtswissenschaftler und Kriminologe sowie Mystiker
- Bianchi, Ilaria (* 1990), italienische Schwimmerin
- Bianchi, Isidoro (1581–1662), italienischer Maler und Stuckateur
- Bianchi, Juan (1817–1875), chilenischer Maler
- Bianchi, Jules (1989–2015), französischer AutomobilrennfahrerJules Bianchi (1989–2015)

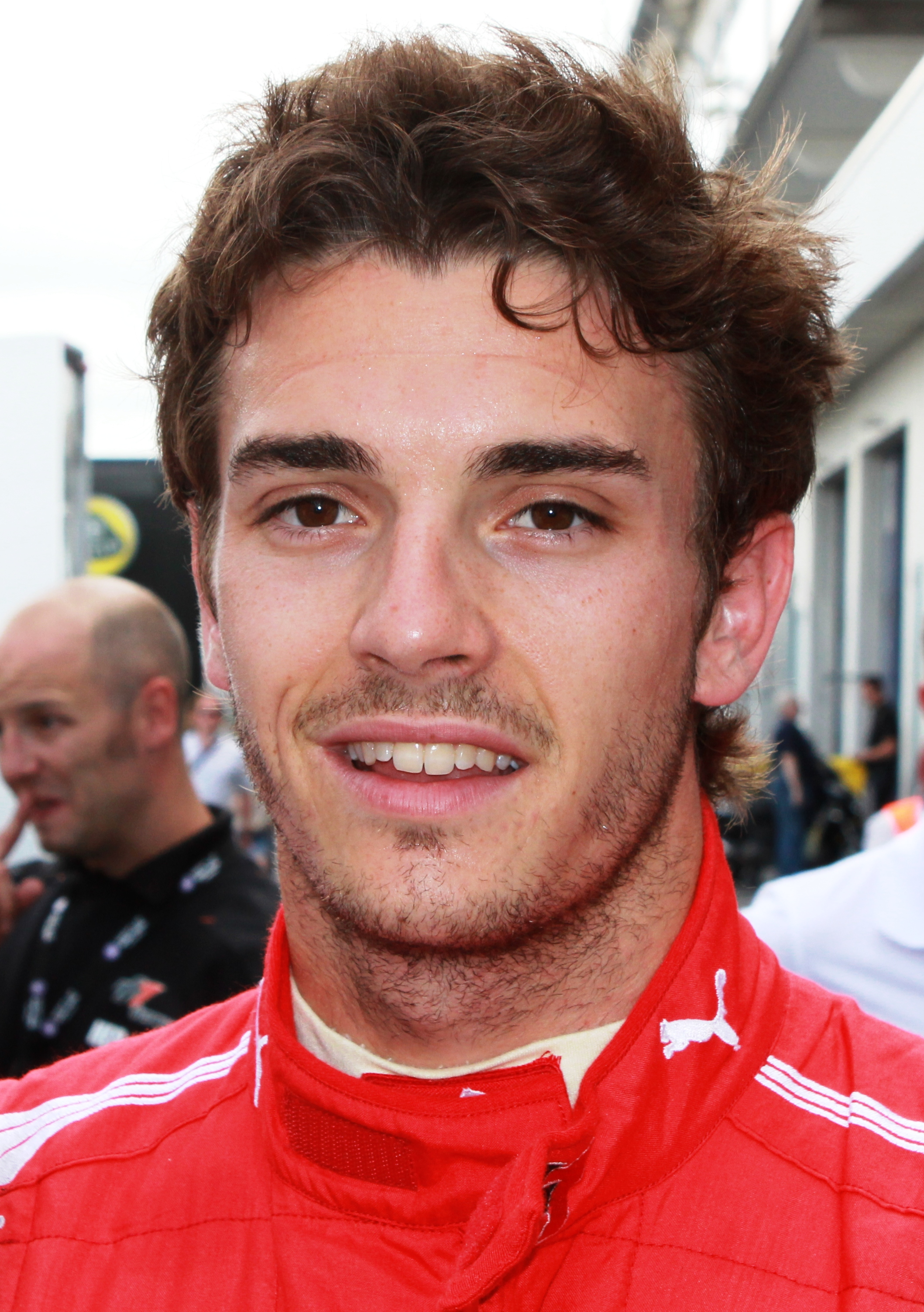
Jules Bianchi (1989–2015)

- Bianchi, Julia (* 1997), brasilianische Fußballspielerin
- Bianchi, Kenneth (* 1951), US-amerikanischer Serienmörder
- Bianchi, Leonardo (1848–1927), italienischer Neurologe und Politiker
- Bianchi, Lorenzo (1899–1983), italienischer Geistlicher und Missionar, Bischof von Hongkong
- Bianchi, Lucien (1934–1969), belgischer Autorennfahrer
- Bianchi, Luigi (1856–1928), italienischer Mathematiker
- Bianchi, Luigi Alberto (1945–2018), italienischer Geiger und Bratschist
- Bianchi, Mansueto (1949–2016), italienischer Geistlicher, römisch-katholischer Bischof
- Bianchi, Marcel (1911–1998), französischer Jazz- und Unterhaltungsmusiker
- Bianchi, Marco (* 1990), italienischer Fußballspieler
- Bianchi, Mario (1905–1973), italienischer Radrennfahrer
- Bianchi, Mario (1939–2022), italienischer Filmregisseur und Drehbuchautor
- Bianchi, Martin (1934–2017), deutscher Fußballspieler
- Bianchi, Martín (* 1981), argentinischer Skilangläufer
- Bianchi, Matteo (* 2001), italienischer Radsportler
- Bianchi, Maurizio (* 1955), italienischer Musiker
- Bianchi, Mauro (* 1937), belgischer Autorennfahrer
- Bianchi, Michele (1883–1930), italienischer Journalist und Politiker des FaschismusMichele Bianchi (1883–1930)

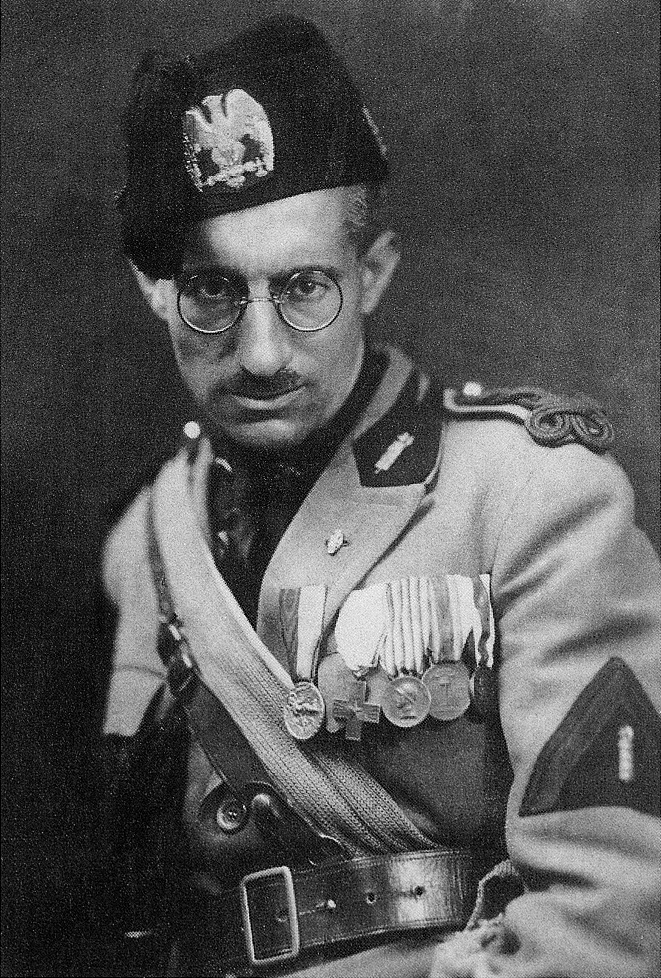
Michele Bianchi (1883–1930)

- Bianchi, Mosè (1840–1904), italienischer Maler
- Bianchi, Ottavio (* 1943), italienischer Fußballspieler
- Bianchi, Paolo Federico, italienischer Architekt
- Bianchi, Patrice (* 1969), französischer Skirennläufer
- Bianchi, Patrizio (* 1952), italienischer Politiker und Hochschullehrer
- Bianchi, Pier Paolo (* 1952), italienischer Motorradrennfahrer
- Bianchi, Pietro (1694–1740), italienischer Maler
- Bianchi, Pietro (1787–1849), Architekt des Neoklassizismus
- Bianchi, Pietro (1883–1965), italienischer Turner
- Bianchi, Pietro (1895–1962), italienischer Gewichtheber
- Bianchi, Regina (1921–2013), italienische Schauspielerin
- Bianchi, René (* 1934), französischer Radrennfahrer
- Bianchi, Riccardo (1854–1936), italienischer Ingenieur und Eisenbahnmanager
- Bianchi, Rolando (* 1983), italienischer Fußballspieler
- Bianchi, Siro (1924–1992), italienisch-französischer Radrennfahrer
- Bianchi, Tino (1905–1996), italienischer Schauspieler
- Bianchi, Tom (* 1945), US-amerikanischer Aktfotograf
- Bianchi, Tommaso (* 1988), italienischer Fußballspieler
- Bianchi, Valentin Lwowitsch (1857–1920), russischer Zoologe
- Bianchi, Vicente (1920–2018), chilenischer Pianist, Komponist und Dirigent
- Bianchi, Vinzenz Ferrerius von (1768–1855), österreichischer General, Herzog von Casalanza
- Bianchi-Giovini, Aurelio (1799–1862), italienischer Journalist und Historiker
- Bianchin, Gianfranco (1947–1970), italienischer Radrennfahrer
- Bianchin, Margherita (* 1995), italienische Beachvolleyballspielerin
- Bianchini, Fernanda, brasilianische Balletttänzerin, Physiotherapeutin und Pädagogin
- Bianchini, Francesco (1662–1729), italienischer Philosoph, Astronom und Archäologe
- Bianchini, Giovanni (* 1410), italienischer Astronom
- Bianchini, Justin (* 1941), australischer Geistlicher und emeritierter römisch-katholischer Bischof von Geraldton
- Bianchini, Laura (* 1954), italienische Komponistin
- Bianchini, Orlando (* 1955), italienischer Leichtathlet
- Bianchini, Paolo (* 1933), italienischer Filmregisseur und Drehbuchautor
- Bianchini, Stefano (* 1970), italienischer Mathematiker
- Bianciardi, Luciano (1922–1971), italienischer Schriftsteller und Übersetzer
- Biancini, Ferruccio (1890–1955), italienischer Schauspieler, Drehbuchautor, Filmproduzent und -regisseur
- Bianciotti, Héctor (1930–2012), argentinisch-französischer Schriftsteller
- Bianco, Andrea, venezianischer Seefahrer und Kartograph
- Bianco, Antoninho (* 1966), osttimoresischer Politiker
- Bianco, Baccio del (1604–1657), italienischer Maler
- Bianco, Bartolomeo († 1657), italienischer Architekt
- Bianco, Bonnie (* 1963), US-amerikanische Sängerin, Songschreiberin und SchauspielerinBonnie Bianco (* 1963)

Bonnie Bianco (* 1963)

- Bianco, Deborah, deutsche Fußballspielerin
- Bianco, Enzo (* 1951), italienischer Politiker (PRI), Mitglied der Camera
- Bianco, Esmé (* 1982), britisches Modell, Schauspielerin und Burlesque-Tänzerin
- Bianco, Gino (1916–1984), italienischer Autorennfahrer
- Bianco, Harald (* 1954), grönländischer Politiker (Inuit Ataqatigiit)
- Bianco, Iddimanngiiu (* 1987), grönländische Politikerin (Inuit Ataqatigiit)
- Bianco, Jacques (1928–2011), französischer Radrennfahrer
- Bianco, José (1908–1986), argentinischer Journalist, Schriftsteller und Übersetzer
- Bianco, Joseph von (1794–1855), preußischer Rittergutsbesitzer und Politiker
- Bianco, Lucien (* 1930), französischer Sinologe und Historiker
- Bianco, Luigi (* 1960), italienischer Geistlicher, Diplomat des Heiligen Stuhls, römisch-katholischer Erzbischof
- Bianco, Marco (* 1982), italienischer Cyclocrossfahrer
- Bianco, Nauja (* 1976), grönländische Beamtin und ehemalige Badmintonspielerin
- Bianco, Paolo, italienischer Motorradrennfahrer
- Bianco, Paolo (* 1977), italienischer Fußballspieler
- Bianco, Patrick (* 1977), Schweizer Jazzmusiker (Altsaxophon, Bandleader)
- Bianco, Raffaele (* 1987), italienischer Fußballspieler
- Bianco, René (1908–2008), französischer Opernsänger (Bariton)
- Bianco, Simone, italienischer Bildhauer
- Bianco, Suzannah (* 1973), US-amerikanische Synchronschwimmerin
- Biancofiore, Michaela (* 1970), italienische Politikerin
- Biancoli, Oreste (1897–1971), italienischer Drehbuchautor und Filmregisseur
- Biancone, Giulian (* 2000), französischer Fußballspieler
- Biancone, Peter Franz (1797–1874), deutscher Kaufmann und Reeder
- Bianconi, Diego (* 1957), Schweizer Künstler
- Bianconi, Franca (* 1962), italienische Eiskunstläuferin
- Bianconi, Francesco (* 1973), italienischer Musiker und Schriftsteller
- Bianconi, Giovanni (1891–1981), Schweizer Lehrer, Holzschnitzer und Heimatkundler
- Bianconi, Giovanni Giuseppe (1809–1878), italienischer Malakologe, Herpetologe, Botaniker und Geologe
- Bianconi, Miguel (* 1992), brasilianisch-italienischer Fußballspieler
- Bianconi, Philippe (* 1960), französischer Pianist
- Bianconi, Piero (1899–1984), Schweizer Schriftsteller und Übersetzer
- Bianconi, Roberta (* 1989), italienische Wasserballspielerin
- Bianconi, Roberto (* 1939), Schweizer Architekt
- Bianconi, Sandro (* 1933), Schweizer Linguist und Übersetzer
- Biancucchi, Emanuel (* 1988), argentinischer FußballspielerEmanuel Biancucchi (* 1988)

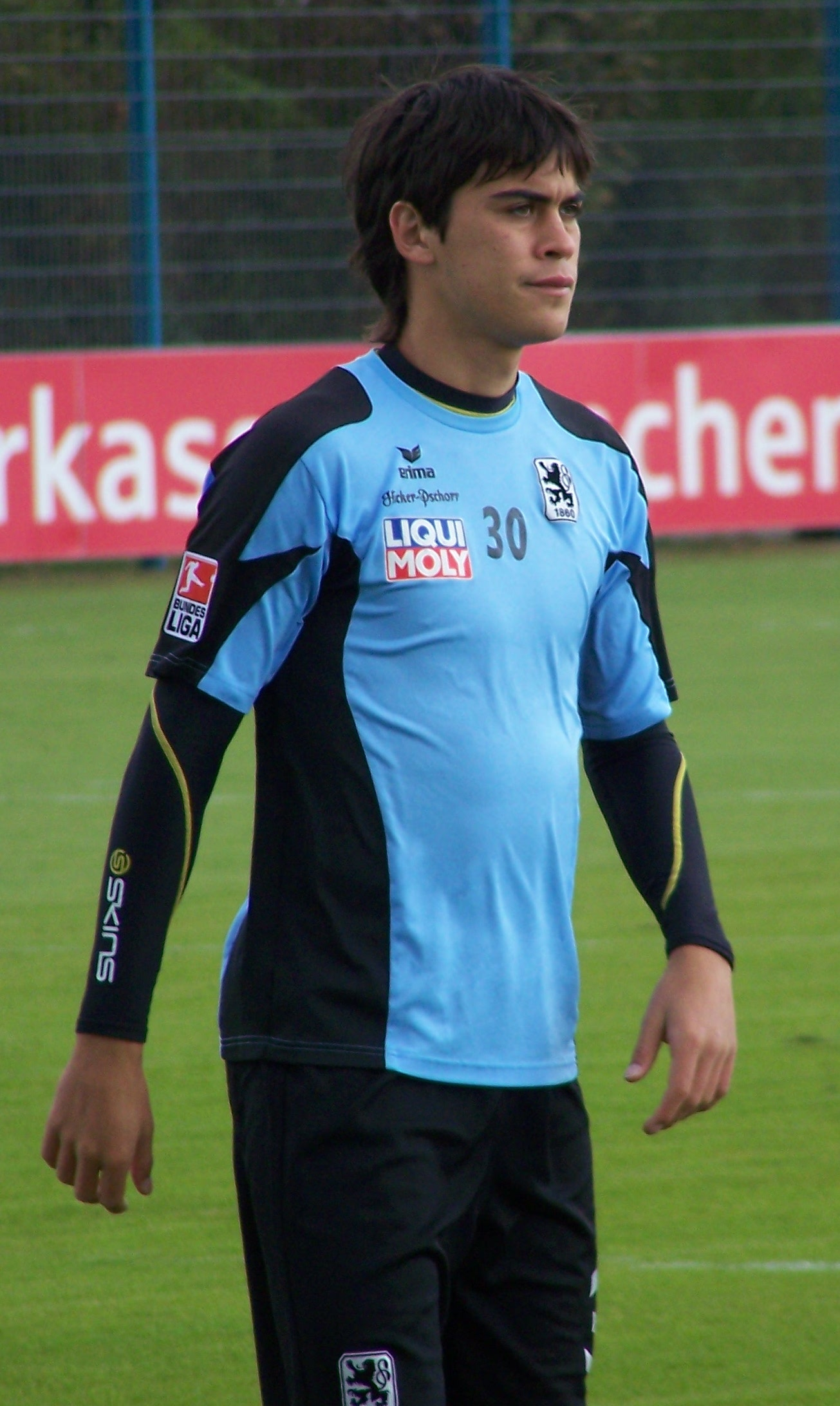
Emanuel Biancucchi (* 1988)

- Biancucchi, Maxi (* 1984), argentinischer Fußballspieler
- Bianda, William (* 2000), französischer Fußballspieler
- Biandrata, Giorgio (1516–1588), italienischer Arzt, Diplomat und Begründer der unitarischen Kirchen in Polen und Siebenbürgen
- Biandrate di San Giorgio Aldobrandini, Giovanni Francesco (1545–1605), italienischer Kardinal und römisch-katholischer Bischof
- Biane, Philippe (* 1962), französischer Mathematiker
- Bianga, Carl (1930–2015), deutscher Grafiker, Zeichner und Lyriker
- Biangardi, Francesco (1832–1911), italienischer Bildhauer
- Biankadi, Merveille (* 1995), deutscher FußballspielerMerveille Biankadi (* 1995)

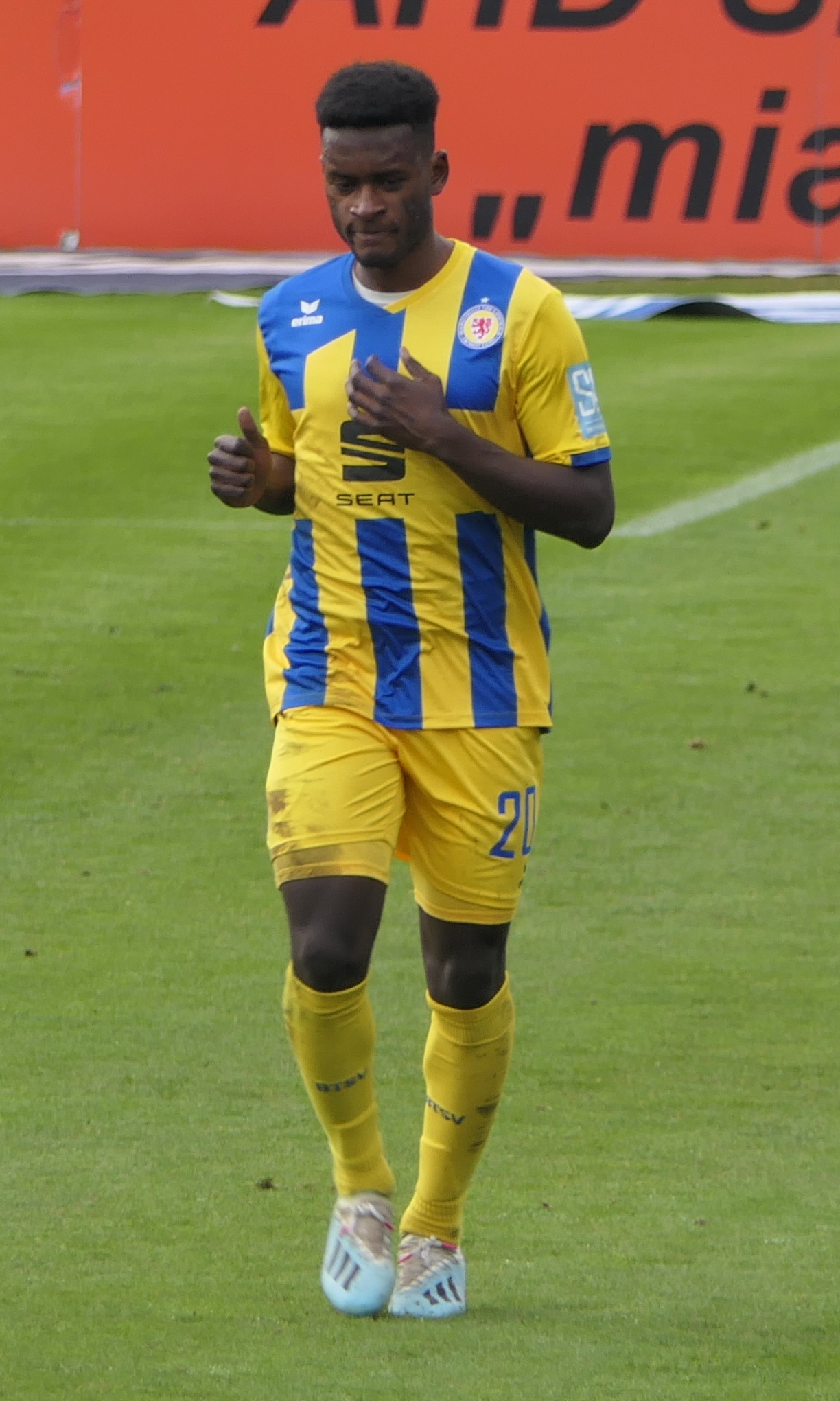
Merveille Biankadi (* 1995)

- Bianki, Witali Walentinowitsch (1894–1959), russischer Kinderbuchautor
- Biankini, Juraj (1847–1928), österreichischer bzw. jugoslawischer Politiker
- Bianku, Ledi (* 1971), albanischer Rechtswissenschaftler
- Biannic, Aude (* 1991), französische Radrennfahrerin
- Bianor (* 1994), brasilianischer Fußballspieler
- Bianquetti, Miguel Bernardo (* 1951), spanischer Fußballspieler
- Bianu, Ioan (1856–1935), rumänischer Romanist, Bibliologe, Bibliothekar und Bibliograf
- Bianya, Eloi de (1875–1936), katalanischer Kapuziner

#### Biar
- Biard l’Aîné, Pierre (1559–1609), französischer Bildhauer und Architekt
- Biard, François-Auguste (1799–1882), französischer Maler
- Biard, Georges (1924–2003), französischer Geistlicher, katholischer Bischof
- Biarent, Adolphe (1871–1916), belgischer Komponist und Dirigent

#### Bias
- Bias Fortes, José Francisco (1891–1971), brasilianischer Politiker
- Bias von Priene, altgriechischer Redner, einer der Sieben WeisenBias von Priene

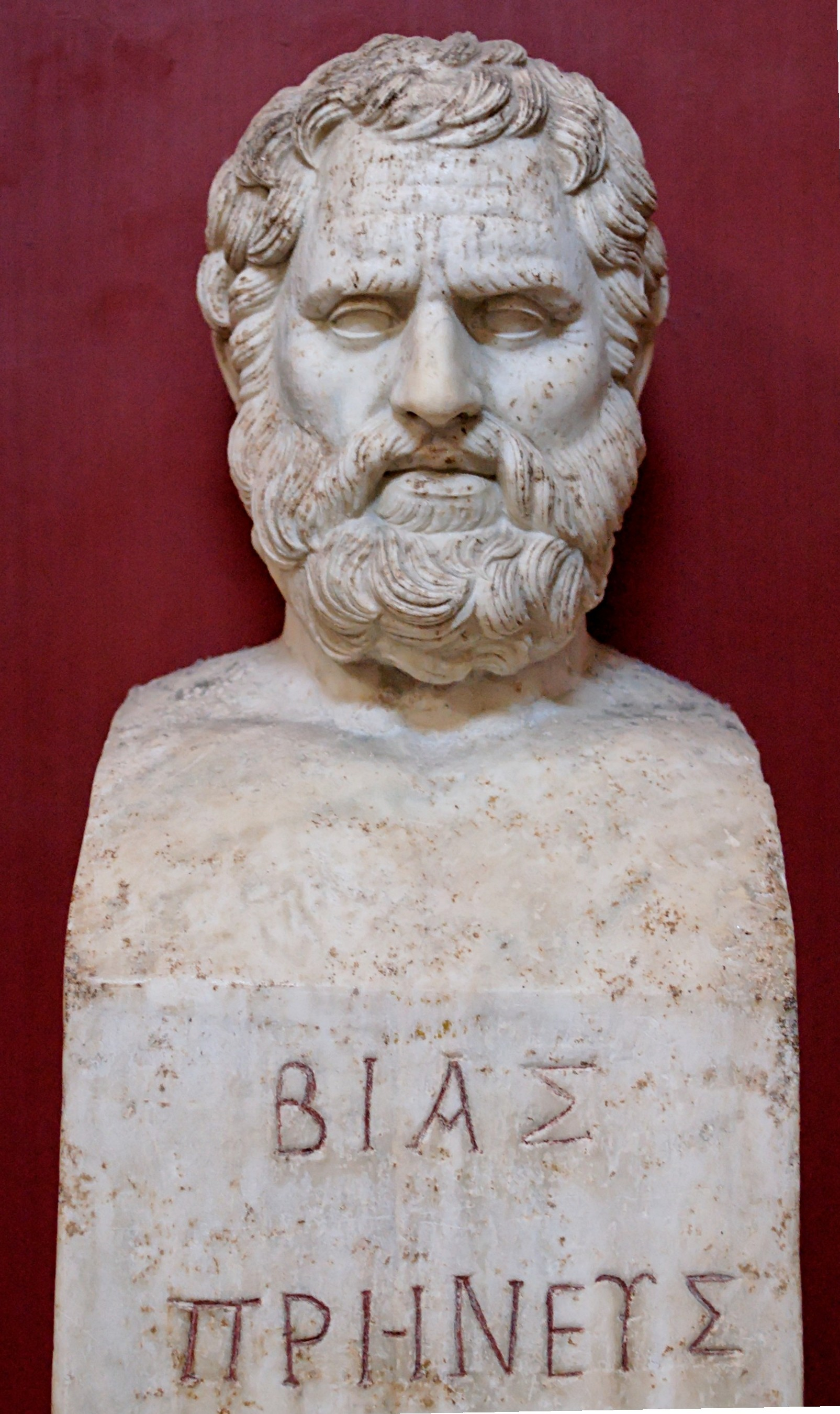
Bias von Priene

- Bias, Anton (1876–1945), deutscher Politiker (SPD), MdR
- Bias, Esperança (* 1958), mosambikanische Politikerin (FRELIMO) und ehemalige Ministerin
- Bias, Gary, amerikanischer Jazz- und Fusionmusiker (Saxophon, Komposition)
- Bias, Leandra (* 1988), Schweizer Forscherin
- Bias, Len (1963–1986), US-amerikanischer Basketballspieler
- Bias, Oliver (* 2001), deutsch-philippinischer Fußballspieler
- Bias, Tiffany (* 1992), US-amerikanisch-thailändische Basketballspielerin
- Biäsch, Hans (1901–1975), Schweizer Psychologe, Professor und Pionier der angewandten Psychologie in der Schweiz
- Biasci, Simone (* 1970), italienischer Radrennfahrer
- Biasin, Francisco (* 1943), italienischer Geistlicher und römisch-katholischer Bischof von Barra do Piraí-Volta Redonda
- Biasin, Gian-Paolo (1933–1998), US-amerikanischer Romanist und Italianist italienischer Herkunft
- Biasin, Mariano (* 1980), argentinischer Filmregisseur und Drehbuchautor
- Biasini, Daniel (* 1949), französischer Autor
- Biasini, Sarah (* 1977), französische Schauspielerin, Tochter von Romy SchneiderSarah Biasini (* 1977)

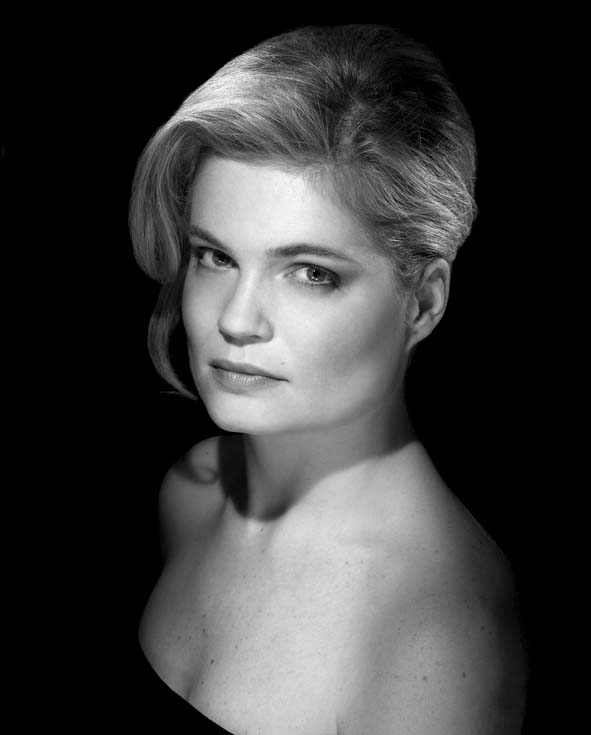
Sarah Biasini (* 1977)

- Biasino, Cypriano (1580–1636), Baumeister des Barock
- Biasion, Miki (* 1958), italienischer Rallyefahrer
- Biasone, Danny (1909–1992), US-amerikanischer Unternehmer, NBA-Teambesitzer, Basketballpionier
- Biasotto, Dölf (* 1961), Schweizer Politiker (FDP)
- Biassou, Georges (1741–1801), Anführer der Sklavenaufstände im späteren Haiti
- Biastoch, Martin (* 1965), deutscher Altphilologe und Historiker, Gymnasiallehrer in Göttingen

#### Biau
- Biaudet, Eva (* 1961), finnlandschwedische Politikerin, Mitglied des Reichstags
- Biaudet, Jean-Charles (1910–2000), Schweizer Politikwissenschaftler und Historiker

#### Biav
- Biava Ramponi, Pedro (1902–1972), kolumbianischer Komponist
- Biava, Claudio (* 1932), italienischer Schauspieler
- Biava, Giuseppe (* 1977), italienischer Fußballspieler
- Biavaschi, Elisabetta (* 1973), italienische Skirennläuferin
- Biavati, Amedeo (1915–1979), italienischer Fußballspieler

#### Biay
- Biayenda, Émile (1927–1977), kongolesischer römisch-katholischer Geistlicher, Kardinal und Erzbischof von Brazzaville
- Biayenda, Emile (* 1965), kongolesischer Jazzperkussionist

### Bib
- Bib Dod Pascha (1820–1868), Häuptling des albanischen Mirditen-Clans im osmanischen Sandschak von Scutari
- Biba, Andrij (* 1937), sowjetischer Fußballspieler und -trainer
- Biba, Otto (* 1946), österreichischer Musikwissenschaftler
- Biba-Pöschl, Iris (* 1964), deutsche Langstreckenläuferin
- Bibago, Abraham, spanisch-jüdischer Religionsphilosoph
- Bibaku, Christopher (* 1995), französischer Fußballspieler
- Bibalo, Antonio (1922–2008), norwegischer Komponist und Pianist italienischer Abstammung
- Bibalou Bounda, Marianne Odette, gabunische Diplomatin und Botschafterin
- Bibas, Frank P. (1917–1997), US-amerikanischer Filmproduzent, Drehbuchautor und Filmschaffender
- Bibas, Shiri (1991–2023), israelisches Entführungs- und Mordopfer
- Bibat, Tanner (* 1988), US-amerikanischer Pokerspieler
- Bibb, Eric (* 1951), US-amerikanischer Bluesmusiker und Singer-SongwriterEric Bibb (* 1951)

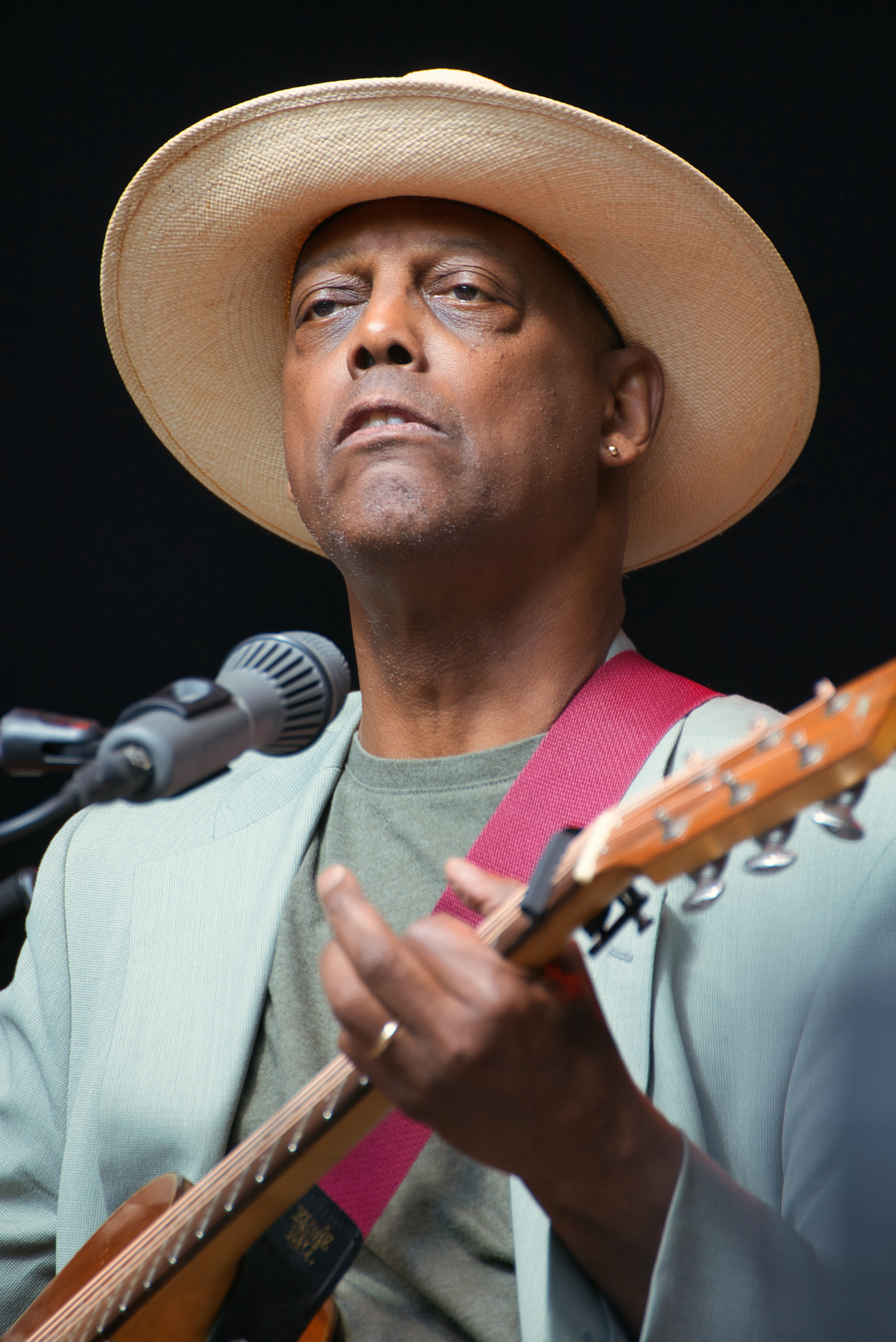
Eric Bibb (* 1951)

- Bibb, George M. (1776–1859), US-amerikanischer Richter, Politiker, Senator und Finanzminister
- Bibb, Kenneth T., US-amerikanischer Offizier, Generalmajor der US Air Force
- Bibb, Leon (1922–2015), US-amerikanischer Folk-Musiker und Filmschauspieler
- Bibb, Leslie (* 1974), US-amerikanische Schauspielerin und ein FotomodellLeslie Bibb (* 1974)

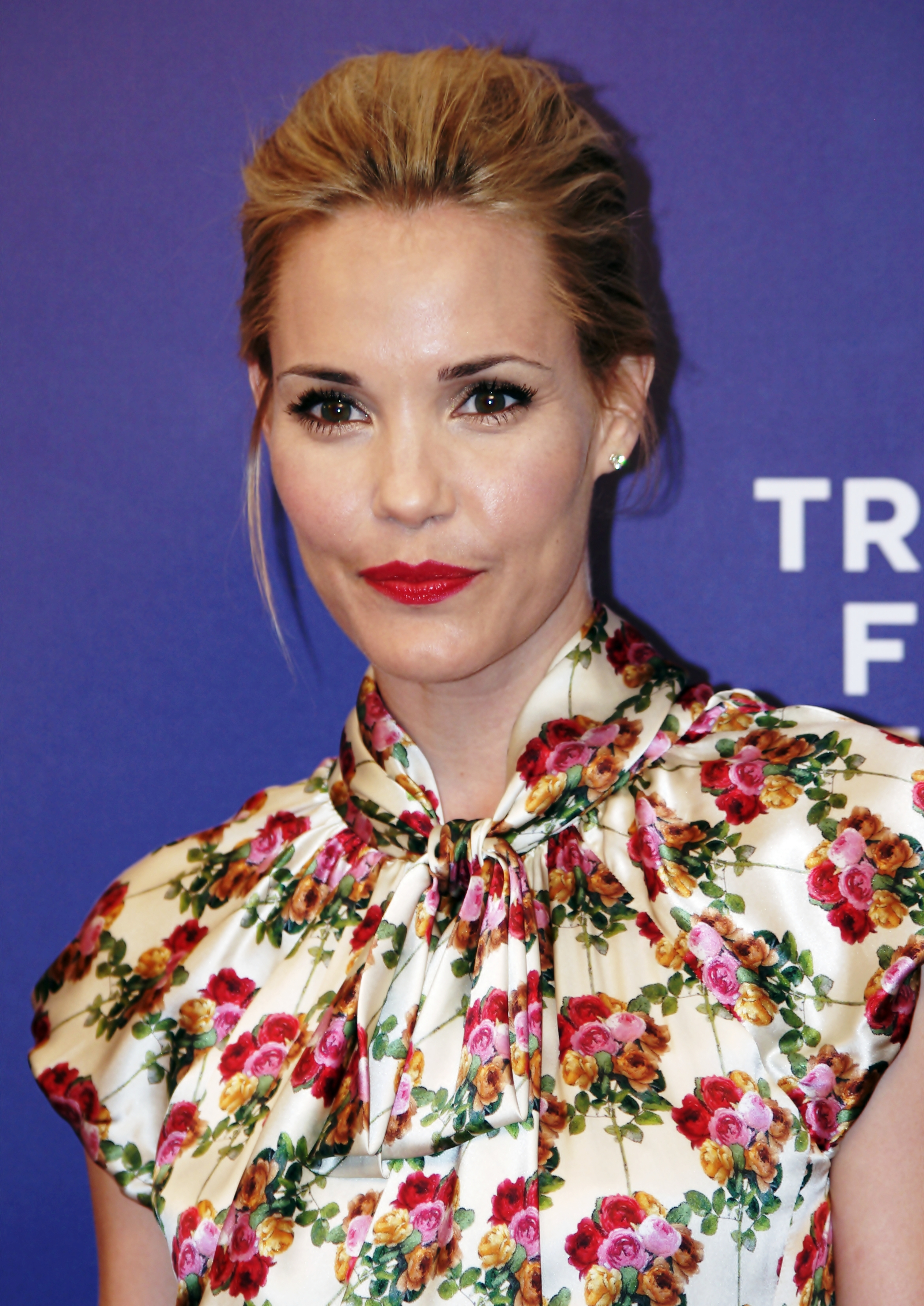
Leslie Bibb (* 1974)

- Bibb, Thomas (1783–1839), US-amerikanischer Politiker
- Bibb, William Wyatt (1781–1820), US-amerikanischer Politiker
- Bibbia, Nino (1922–2013), italienischer Skeletonpilot
- Bibby, Geoffrey (1917–2001), britischer Archäologe
- Bibby, Ian (* 1986), britischer Cyclocrossfahrer
- Bibby, Mike (* 1978), US-amerikanischer Basketballspieler
- Bibby, Neil (* 1983), schottischer Politiker
- Bibeau, Antoine (* 1994), kanadischer Eishockeytorwart
- Bibeb (1914–2010), niederländische Journalistin
- Bibel, Hans (1900–1967), deutscher Lehrer und Lokalpolitiker (FDP)
- Bibel, Wolfgang (* 1938), deutscher Informatiker
- Bibelriether, Hans (1933–2025), deutscher Forstmann, Leiter des Nationalparkes Bayerischer Wald
- Biber, Alexander (* 1984), deutscher Politiker (CDU), Bürgermeister von Troisdorf
- Biber, Alexandro Peter (* 1988), paraguayischer Filmproduzent und Videoproduzent
- Biber, Alfons (1929–2001), deutscher Schauspieler
- Biber, Alfred (1942–2013), österreichischer Maler
- Biber, Aloys Aegydius (1804–1858), deutscher Klavier- und Cembalobauer
- Biber, Andreas Clemens (1755–1830), deutscher Klavierbauer
- Biber, Anna Magdalena von (1677–1742), österreichische Nonne des Benediktinerinnenabtei Nonnberg in Salzburg
- Biber, Anton Dominikus (1797–1863), deutscher Klavierbauer
- Biber, Carl Heinrich (1681–1749), deutscher Violinist, Komponist und Kapellmeister
- Biber, Douglas (* 1952), US-amerikanischer Linguist
- Biber, Heinrich Ignaz Franz († 1704), böhmischer Geiger und KomponistHeinrich Ignaz Franz Biber († 1704)

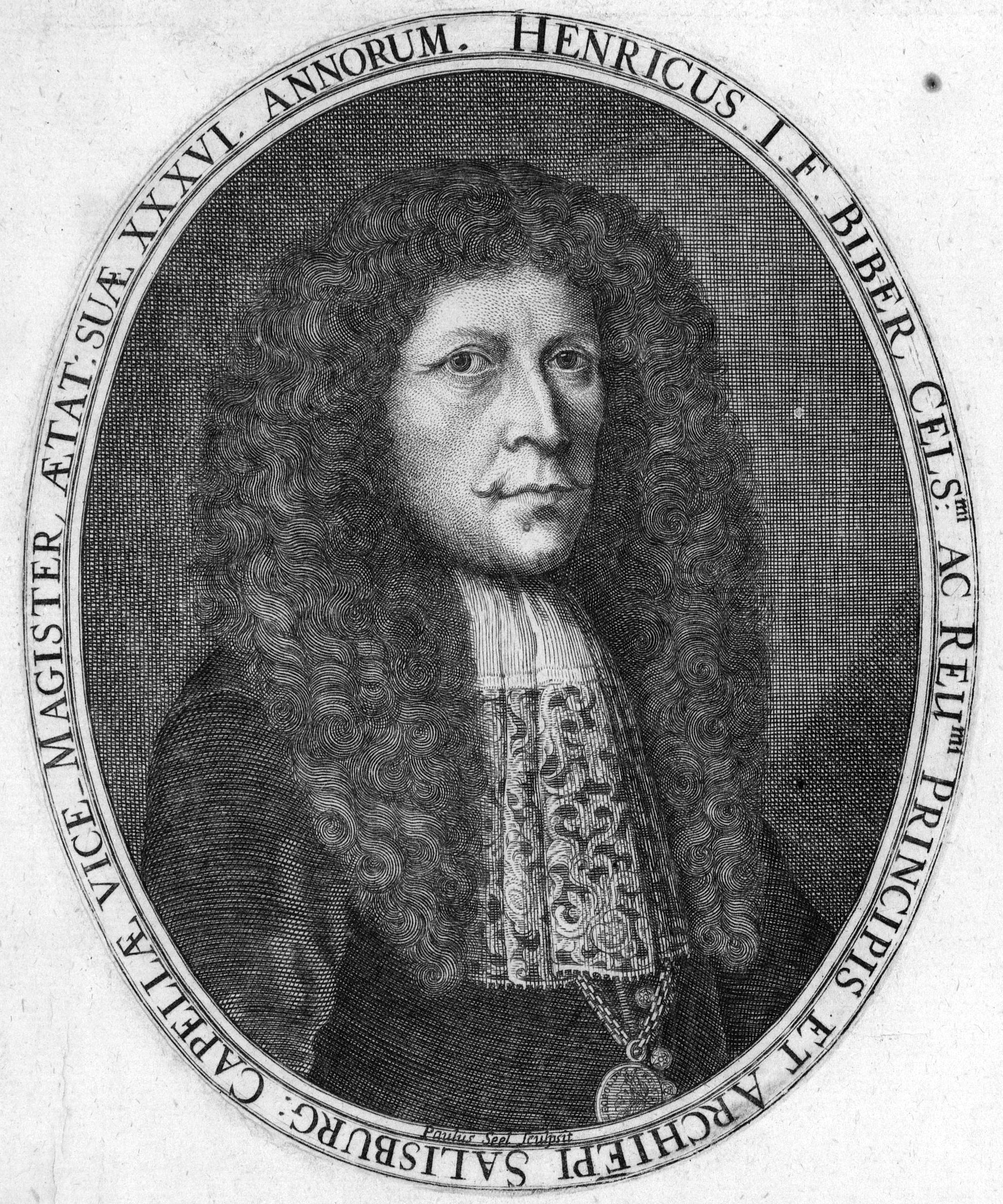
Heinrich Ignaz Franz Biber († 1704)

- Biber, Ina (* 1969), deutsche Grafikdesignerin und Buchillustratorin
- Biber, Ludwig (1873–1959), österreichischer Politiker (CS), Landtagsabgeordneter, Stadtrat in Wien
- Biber, Wilhelm (1888–1964), deutscher Bankdirektor
- Biber-Palubicki, Alfred von (1836–1908), deutscher Genre- und Landschaftsmaler der Düsseldorfer Schule
- Biberfeld, Carl (1856–1924), deutscher Lyriker, Essayist und Herausgeber
- Biberfeld, Pinchas Paul (1915–1999), deutscher Rabbiner
- Bibergeil, Horst (1925–2013), deutscher Internist und Diabetologe
- Biberger, Erich Ludwig (1927–2002), deutscher Schriftsteller, Journalist, Redakteur
- Biberli, Heinrich, Constaffel Ratsherr, Säckelmeister, Steuereinzieher, erster Landvogt von Greifensee
- Biberli, Marchwart, Schweizer Dominikaner und Bibelübersetzer ins Deutsche
- Biberman, Abner (1909–1977), US-amerikanischer Schauspieler, Regisseur und Drehbuchautor
- Biberman, Herbert (1900–1971), US-amerikanischer Drehbuchautor und Filmregisseur
- Biberman, Leonid Michailowitsch (1915–1998), russischer Physiker
- Bibernell, Ines (* 1965), deutsche Mittel- und Langstreckenläuferin
- Biberstein, Ernst (1899–1986), deutscher evangelischer Pastor, SS-Obersturmbannführer
- Biberstein, Franz (1850–1930), Schweizer Landschafts- und Panoramamaler
- Biberstein, Michael (1948–2013), schweizerisch-US-amerikanisch-portugiesischer Maler
- Biberstein, Paul (* 1600), württembergischer evangelischer Theologe
- Biberti, Ilse (* 1958), deutsche Schauspielerin, Regisseurin, Hörspielsprecherin, Buch- und Drehbuchautorin
- Biberti, Leopold (1894–1969), deutsch-schweizerischer SchauspielerLeopold Biberti (1894–1969)

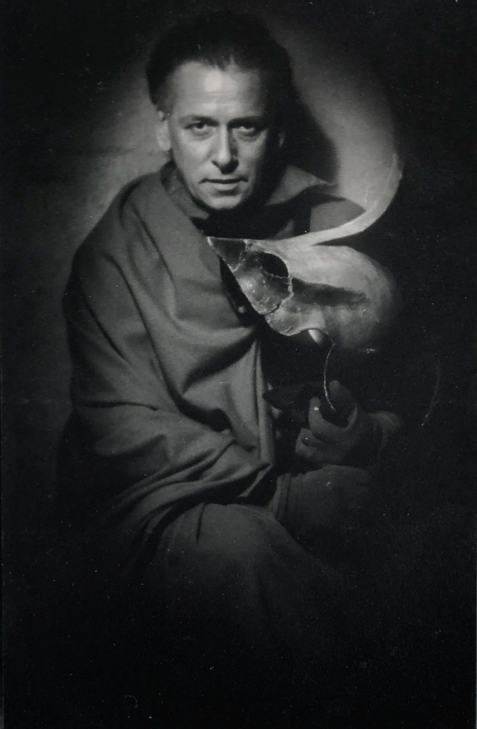
Leopold Biberti (1894–1969)

- Biberti, Robert (1854–1925), deutscher Opernsänger (Bass)
- Biberti, Robert (1902–1985), deutscher Sänger, Bass der Comedian Harmonists
- Bibesco Bassaraba de Brancovan, Grégoire (1827–1886), französisch-rumänischer Prinz
- Bibesco, Marthe (1886–1973), französische Schriftstellerin
- Bibescu, Gheorghe (1802–1873), rumänischer Staatsmann und Fürst
- Bibi Maryam Bachtiyari (1874–1937), bachtiyārīscher Stammesführerin
- Bibi, Asia, pakistanische KatholikinAsia Bibi

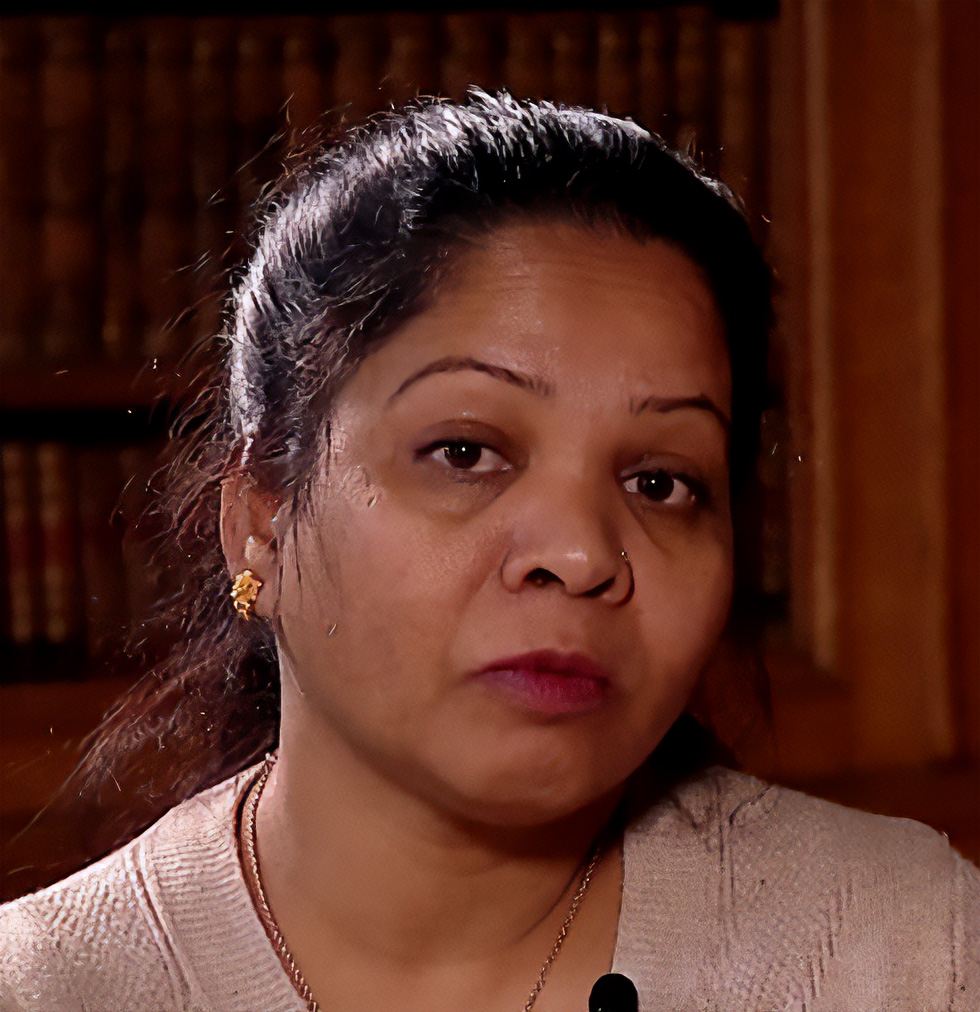
Asia Bibi

- Bibi, Chand (1550–1600), indische Regentin
- Bibi, Jig’al (* 1942), israelischer Politiker
- Bibi, Michael Miabesue (* 1971), kamerunischer römisch-katholischer Geistlicher, Bischof von Buéa
- Bibi, Noa (* 2000), mauritischer Sprinter
- Bibiana, Märtyrin und Heilige
- Bibianus von Saintes, Bischof von Saintes
- Bibič, Adolf (1933–1996), slowenischer Politologe
- Bibič, Bratko (* 1957), slowenischer Akkordeonist
- Bibic, Dylan (* 2003), kanadischer Radsportler
- Bibić, Elzan (* 1999), serbischer Mittel- und Langstreckenläufer
- Bibić, Nikola (* 1984), serbo-kanadischer Eishockeyspieler
- Bibiella, Katrin (* 1964), deutsche Kirchenmusikerin, Literaturwissenschaftlerin und Autorin
- Bibiella, Ralf (* 1964), deutscher Kirchenmusiker
- Bibighaus, Thomas Marshal (1817–1853), US-amerikanischer Politiker
- Bibik, Olha (* 1990), ukrainische Leichtathletin
- Bibik, Tatjana Wiktorowna (* 1985), russische Badmintonspielerin
- Bibik, Walentyn (1940–2003), ukrainisch-sowjetischer Komponist
- Bibikow, Alexander Alexandrowitsch (1765–1822), russischer Staatsmann und Milizenführer
- Bibikow, Alexander Iljitsch (1729–1774), russischer Generalleutnant
- Bibikow, Dmitri Gawrilowitsch (1792–1870), russischer General und Politiker
- Bibikow, Dmitri Iwanowitsch (1916–1997), sowjetischer Zoologe
- Bibileishvili, Lika (* 1988), georgische Pianistin
- Bibilow, Anatoli (* 1970), südossetischer Politiker und Militär
- Bibiza (* 1999), österreichischer RapperBibiza (* 1999)

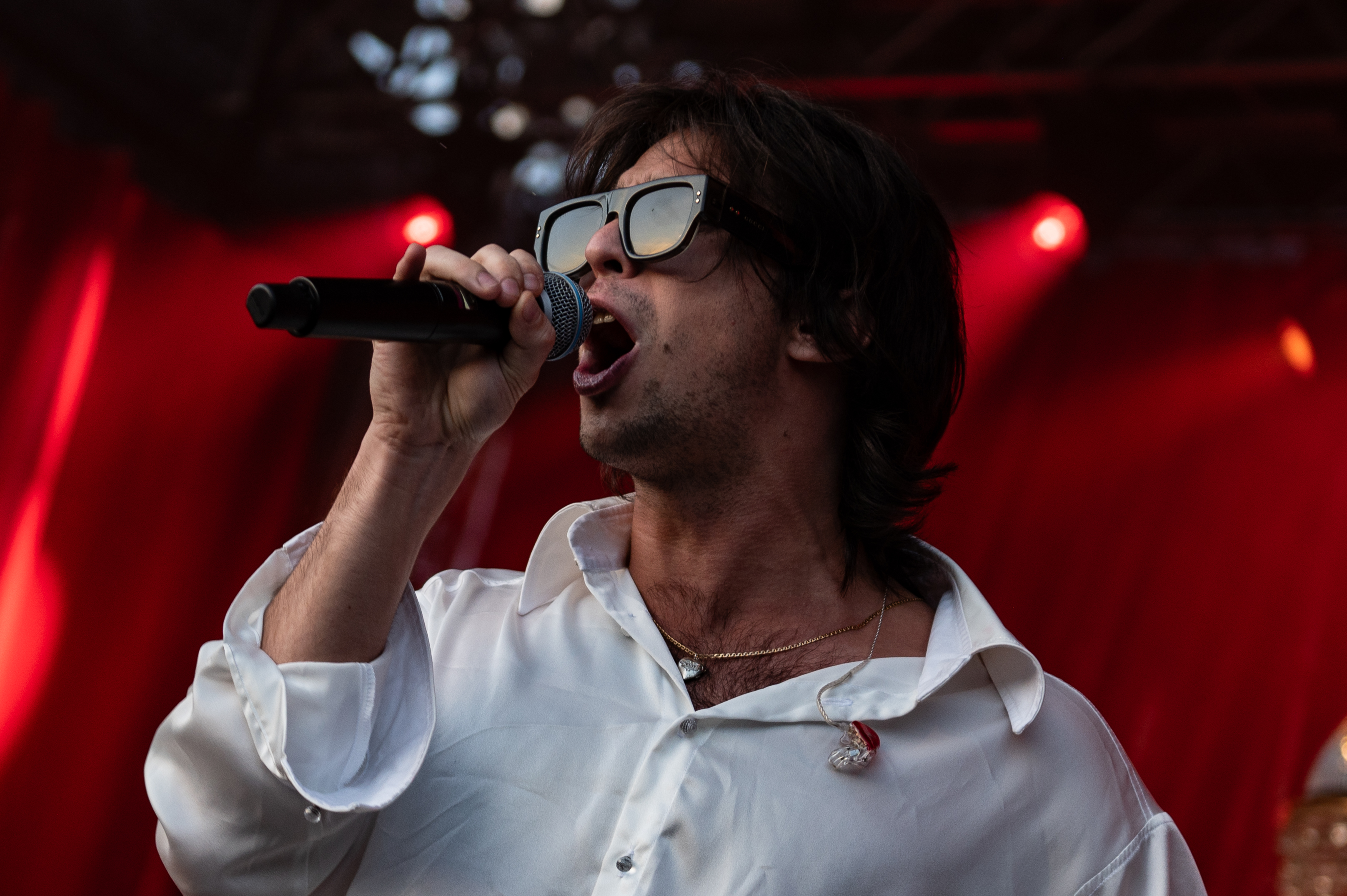
Bibiza (* 1999)

- Bibl, Helmut (* 1955), österreichischer Produzent und Gitarrist
- Bibl, Rudolf (1832–1902), österreichischer Organist und Komponist
- Bibl, Rudolf (1929–2017), österreichischer Dirigent und Pianist
- Bibl, Viktor (1870–1947), österreichischer Historiker
- Bible John, schottischer Serienmörder
- Bible, Alan (1909–1988), US-amerikanischer Politiker
- Bibler, Wladimir Solomonowitsch (1918–2000), russischer Philosoph
- Bibliander, Theodor († 1564), Schweizer reformierter Theologe, Orientalist, Reformator
- Bibó, István (1911–1979), ungarischer Politiker, Mitglied der Regierung Imre Nagy
- Bibois, Reine (1894–1976), italienische Schriftstellerin
- Bibossynow, Säken (* 1997), kasachischer Boxer
- Bibossynowa, Ämina (* 2005), kasachische Fußballspielerin
- Bibow, Eckhard (1930–2022), deutscher Diplomat, Botschafter der DDR
- Bibow, Erich von (1873–1937), preußischer Major, Unternehmer
- Bibow, Hedwig von, deutsche Opernsängerin (Mezzosopran)
- Bibra, Albrecht von († 1511), Würzburger und Bamberger Domherr
- Bibra, August von (1775–1844), deutscher Oberjägermeister und Landtagsabgeordneter
- Bibra, August von (1808–1894), deutscher Kämmerer
- Bibra, August von (1818–1878), deutscher Oberforstmeister und Landtagsabgeordneter
- Bibra, Bertold von (1804–1878), Forstmeister und Landtagsabgeordneter Großherzogtum Hessen
- Bibra, Carl Friedrich Wilhelm Gottlob von (1770–1842), deutscher Landwirt und Politiker
- Bibra, Christian von (1772–1844), deutscher Landjägermeister und Wirklicher Geheimrat
- Bibra, Christoph Erhard von (1656–1706), deutscher Generalfeldmarschallleutnant
- Bibra, Ernst von (1806–1878), deutscher Naturforscher und Schriftsteller
- Bibra, Franz Ludwig Ignatz von (1735–1790), Bambergischer und Mainzer Beamter
- Bibra, Heinrich Karl von (1666–1734), deutscher Generalfeldmarschallleutnant
- Bibra, Heinrich von (1711–1788), Fürstbischof und Abt des Hochstift FuldaHeinrich von Bibra (1711–1788)

Heinrich von Bibra (1711–1788)

- Bibra, Johann Ernst von (1662–1705), deutscher Offizier
- Bibra, Johann Philipp Karl Josef von (1706–1758), bambergischer und Würzburger Beamter und Diplomat
- Bibra, Kilian von († 1494), Dompropst und Generalvikar in Würzburg
- Bibra, Konrad von (1490–1544), Fürstbischof von Würzburg
- Bibra, Lorenz von (1459–1519), Fürstbischof von Würzburg
- Bibra, Richard von (1862–1909), deutscher Verwaltungsjurist
- Bibra, Siegmund von (1750–1803), deutscher Pädagoge und Lexikograf
- Bibra, Sigismund von (1894–1973), deutscher Diplomat
- Bibra, Wilhelm Franz von (1824–1879), österreichischer General
- Bibra, Wilhelm von (1442–1490), deutscher Diplomat, kaiserlicher Gesandter
- Bibran und Modlau, Friedrich Heinrich von (1715–1787), preußischer Landrat
- Bibring, Edward (1894–1959), österreichisch-amerikanischer Psychoanalytiker
- Bibring-Lehner, Grete (1899–1977), österreichisch-amerikanische Psychoanalytikerin
- Bibron, Gabriel (1805–1848), französischer Zoologe
- Bibrowicz, Wanda (1878–1954), polnisch-deutsche Kunsthandwerkerin
- Bibrowsky, Stephan (* 1890), JahrmarktsattraktionStephan Bibrowsky (* 1890)

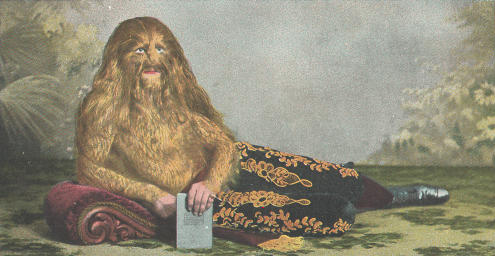
Stephan Bibrowsky (* 1890)

- Bibus, Felix (1899–1971), deutsch-böhmischer Maler
- Biby, John (1912–2002), US-amerikanischer Segler

### Bic
- Bič, Miloš (1910–2004), tschechischer Theologe und Philologe
- Bica, Alberto (1958–2021), uruguayischer Fußballspieler
- Bica, Avondios (* 1977), rumänischer Erzbischof
- Bica, Carlos (* 1958), portugiesischer Jazzmusiker (Bass, Komposition)
- Bica, Sergio (* 1983), uruguayischer Fußballspieler
- Bicaba, André (* 1945), burkinischer Leichtathlet
- Bicaba, Judes (1947–2016), burkinischer Geistlicher, römisch-katholischer Bischof von Dédougou
- Bicák, Mário (* 1979), slowakischer Fußballspieler
- Bičakčić, Ermin (* 1990), bosnisch-herzegowinischer FußballspielerErmin Bičakčić (* 1990)

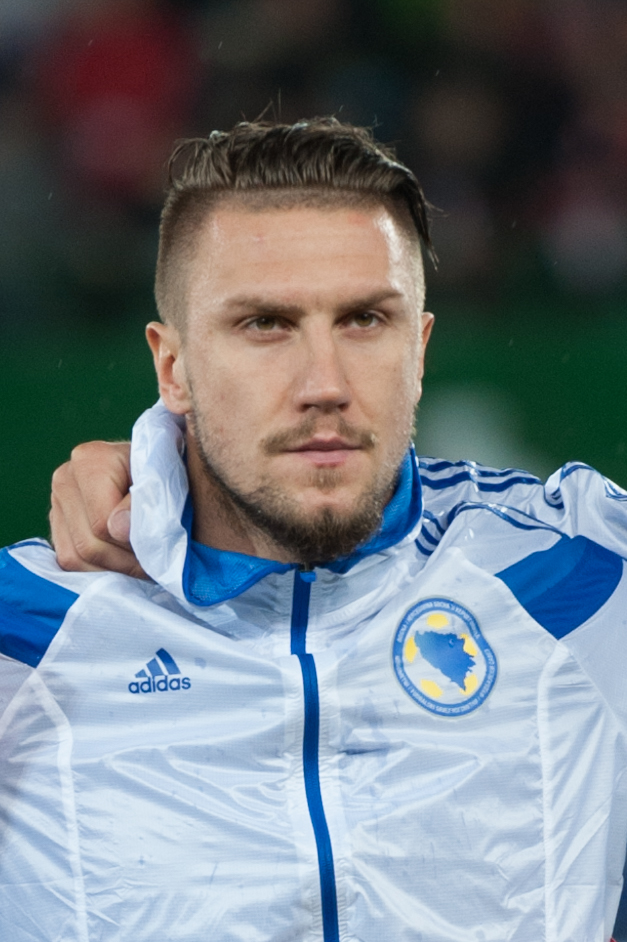
Ermin Bičakčić (* 1990)

- Biçakçiu, Ibrahim (1905–1977), albanischer Politiker
- Bıçakoğlu, Funda (* 1965), deutsche Juristin und TV-Staatsanwältin
- Bican, Ana Maria (* 1980), rumänische Kunstturnerin
- Bican, Josef (1913–2001), österreichischer und tschechoslowakischer Fußballspieler
- Bicāne, Laura (* 1990), lettische Sängerin und Liedermacherin
- Bičánek, Radim (* 1975), tschechischer Eishockeyspieler
- Bičanić, Damir (* 1985), kroatischer Handballspieler
- Bičanić, Miroslav (* 1969), kroatischer Fußballspieler
- Bićanić, Nenad (1945–2016), kroatischer Ingenieurwissenschaftler
- Bicanski, Milos, griechischer Pressefotograf
- Bicchieri, Cristina (* 1950), italienisch-US-amerikanische Philosophin und Hochschullehrerin
- Bicci, Lorenzo di († 1427), italienischer Maler
- Bice, Bo (* 1975), US-amerikanischer Rockmusiker
- Bice, Elizabeth, US-amerikanische Opernsängerin (Sopran) und Musikpädagogin
- Bice, Olivette (* 1968), vanuatische Sprinterin
- Bice, Stephanie (* 1973), US-amerikanische Politikerin (Republikaner)
- Bicek, Jiří (* 1978), slowakischer Eishockeyspieler
- Biček, Rok (* 1985), slowenischer Filmregisseur
- Bicep, Jean-Jacob (* 1965), französischer Politiker (EELV), MdEP
- Biceps, Nicolaus († 1399), tschechischer Theologe und Philosoph
- Biçer, Cengiz (* 1987), liechtensteinisch-türkischer Fussballspieler
- Bičevskis, Māris (* 1991), lettischer Eishockeyspieler
- Bicfalvi, Eric (* 1988), rumänischer Fußballspieler
- Bich, Marcel (1914–1994), französischer Industrieller und Segler
- Bich, Mathieu, französischer Zauberkünstler
- Bichara, Al Francis (* 1952), philippinischer Politiker
- Bichard, Michael, Baron Bichard (* 1947), britischer Staatsbeamter
- Bichat, Xavier (1771–1802), französischer Anatom und Physiologe
- Bichel, Ulf (1925–2013), deutscher Sprach- und Literaturwissenschaftler
- Bichelhuber, Paul (* 1987), österreichischer Fußballspieler
- Bichelmeier, Hans (1933–2016), deutscher Ruderer
- Bichelonne, Jean (1904–1944), französischer Politiker und Mitglied des Vichy-Regimes
- Bicheno, Hugh (* 1948), britisch-US-amerikanischer Historiker
- Bicher, Reinhold (1895–1975), deutscher Maler und Graphiker
- Bicheris, altägyptischer König, fünfter König der 4. Dynastie
- Bichi, Alessandro (1596–1657), italienischer Kardinal und Bischof
- Bichi, Antonio (1614–1691), italienischer Kardinal der Römischen Kirche und Bischof von Osimo
- Bichi, Carlo (1639–1718), italienischer Kardinal der Römischen Kirche
- Bichi, Metello (1541–1619), italienischer Bischof und Kardinal
- Bichi, Vincenzo (1668–1750), Kardinal der Römischen Kirche
- Bichier des Ages, Johanna-Elisabeth (1773–1838), französische Ordensgründerin und Heilige
- Bichinashvili, David (* 1975), deutscher Ringer
- Bichir, Demián (* 1963), mexikanischer SchauspielerDemián Bichir (* 1963)
- Bichitr, indischer Miniaturmaler

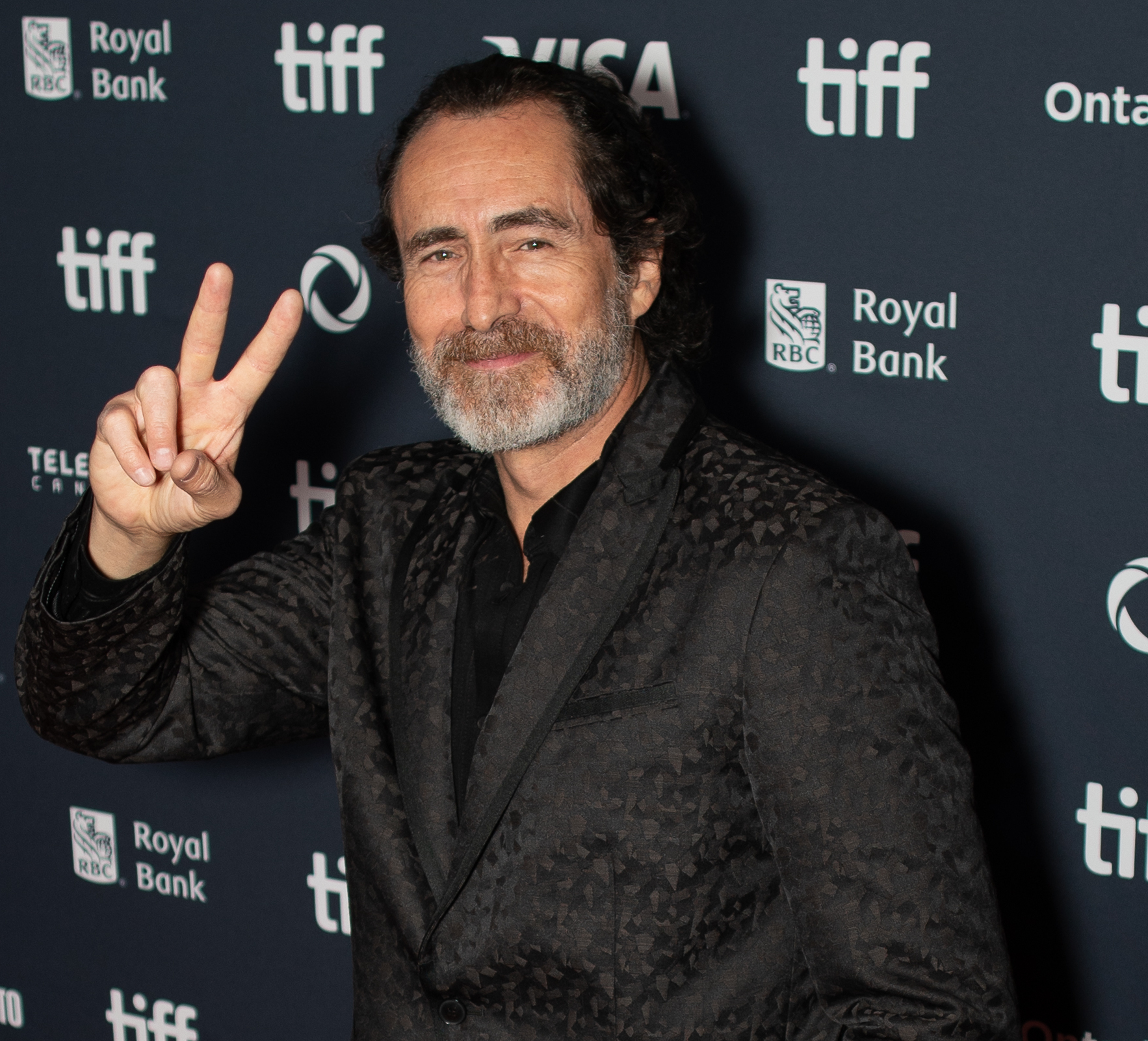
Demián Bichir (* 1963)

- Bichl, Felix (1875–1956), österreichischer Bauer und Politiker, Landtagsabgeordneter, Abgeordneter zum Nationalrat
- Bichler, Alexander (* 1949), deutscher Schriftsteller und Essayist
- Bichler, Andreas (* 1983), deutscher Schauspieler
- Bichler, Florian (* 1991), deutscher Fußballspieler
- Bichler, Georg (1881–1967), deutscher Landwirt und Kommunalpolitiker
- Bichler, Heinrich, Berner Maler
- Bichler, Karl (1873–1931), österreichischer Geistlicher und Politiker (CSP), Landtagsabgeordneter, Abgeordneter zum Nationalrat
- Bichler, Karl-Horst (* 1933), deutscher Arzt und Autor historischer Schriften
- Bichler, Markus (* 1979), österreichischer Schütze
- Bichler, Martin (* 1971), deutscher Informatiker, Wirtschaftsinformatiker und Hochschullehrer
- Bichler, Minna (1857–1936), österreichische Theaterschauspielerin
- Bichler, Reinhold (* 1947), österreichischer Althistoriker
- Bichler, Roman (* 1972), deutsch-österreichischer Musikproduzent, Komponist und Musiker
- Bichler, Timo (* 1999), deutscher Radsportler
- Bichlmann, Daniel (* 1988), deutscher Radrennfahrer
- Bichmann, Heinrich (1884–1945), deutscher Volkswirt und Politiker (NSDAP), MdR
- Bichmann, Karl (1848–1929), Kreisrat im Großherzogtum Hessen
- Bicho (* 1996), spanischer Fußballspieler
- Bichoel, Knut (1944–2023), deutscher Kommunalpolitiker (CDU), Landrat des Saalkreises in Sachsen-Anhalt
- Bichon, Sophie (* 1995), deutsche Autorin und Aktivistin
- Bichot, Freddy (* 1979), französischer Radrennfahrer
- Bichsel, Daniel (* 1969), Schweizer Politiker (SVP)
- Bichsel, Jakob (* 1931), Schweizer Komponist und Dirigent
- Bichsel, Joel (* 2002), Schweizer Fussballspieler
- Bichsel, Lian (* 2004), Schweizer Eishockeyspieler
- Bichsel, Nicole (* 1991), Schweizer Unihockeyspielerin
- Bichsel, Peter (1935–2025), Schweizer SchriftstellerPeter Bichsel (1935–2025)

Peter Bichsel (1935–2025)

- Bichsel, Ronja (* 2000), Schweizer Unihockeyspielerin
- Bichsel, Therese (* 1956), Schweizer Journalistin und Schriftstellerin
- Bichsel-Spörri, Therese (1930–2005), Schweizer Schauspielerin
- Bichteler, Klaus (* 1938), deutsch-US-amerikanischer Mathematiker
- Bichtemann, Mario († 2002), Todesfall im Polizeirevier Dessau-Roßlau
- Bicicli, Mauro (1935–2001), italienischer Fußballspieler und -trainer
- Bičík, David (* 1981), tschechischer Fußballspieler
- Biçim, Ali (* 1987), türkischer Schauspieler und Webvideoproduzent
- Bičiūnas, Tomas (* 1978), litauischer Politiker, Mitglied des Seimas
- Bick, Andreas (* 1964), deutscher Komponist
- Bick, Eduard (1883–1947), Schweizer Bildhauer, Maler, Zeichner und Grafiker
- Bick, Erich Wolfgang (* 1946), deutscher Generaloberstabsarzt
- Bick, Esther (1902–1983), britische Kinderanalytikerin und Entwicklungspsychologin
- Bick, Felix (* 1992), deutscher Eishockeytorwart
- Bick, George Herman (1914–2005), US-amerikanischer Entomologe und insbesondere Odonatologe
- Bick, Jamie (* 2000), deutsche Schauspielerin
- Bick, Josef (1880–1952), österreichischer Philologe, Generaldirektor der Österreichischen Nationalbibliothek und Dachau-Häftling
- Bick, Karl (1871–1957), Landtagsabgeordneter des Waldeckischen Landtags
- Bick, Karl (1896–1949), deutscher Gewerkschafter und Politiker (KPD), MdL
- Bick, Martina (* 1956), deutsche Schriftstellerin und Musikwissenschaftlerin
- Bick, Patrick (* 1977), deutscher Fußballspieler
- Bick, Rolf (1930–2018), deutscher Theologe und Hochschullehrer
- Bick, Sam (* 1955), US-amerikanischer Fußballspieler
- Bick, Stewart, kanadischer Schauspieler
- Bick, Ulrike (* 1959), deutsche Juristin, Richterin am Bundesverwaltungsgericht
- Bick, Wilhelm (1903–1980), deutscher SED-Funktionär, Vorsitzender des Rats des Bezirks Schwerin, MdV und Diplomat
- Bičkauskas, Egidijus (* 1955), litauischer Jurist
- Bickel, Adolf (1875–1946), deutscher Arzt und Physiologe
- Bickel, Alexander Mordecai (1924–1974), US-amerikanischer Rechtsgelehrter
- Bickel, Alfred (1918–1999), Schweizer Fussballspieler und -trainerAlfred Bickel (1918–1999)

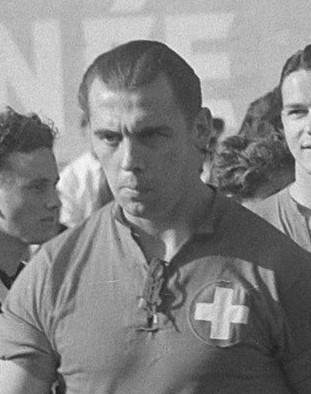
Alfred Bickel (1918–1999)

- Bickel, Balthasar (* 1965), Schweizer Sprachwissenschaftler
- Bickel, Bernd (* 1982), österreichischer Informatiker und Visual-Effects-Künstler
- Bickel, Christian (* 1991), deutscher Fußballspieler
- Bickel, Christine (* 1961), Schweizer Politikerin (SP)
- Bickel, Cornelius (* 1945), deutscher Soziologe
- Bickel, Dietrich (1932–2020), deutscher Rechtswissenschaftler
- Bickel, Elvira (1930–2025), deutsche Politikerin (CDU), MdL
- Bickel, Erich (1895–1963), Schweizer Ingenieur
- Bickel, Ernst (1876–1961), deutscher klassischer Philologe und Hochschullehrer
- Bickel, Felix (* 1996), deutscher Fußballschiedsrichter
- Bickel, Fredy (* 1965), Schweizer Fußballsportchef
- Bickel, Georg (1862–1924), deutscher Pfarrer und Maler
- Bickel, Georg (1868–1940), Landtagsabgeordneter Großherzogtum Hessen
- Bickel, Georg (* 1966), deutscher Radrennfahrer
- Bickel, Hans (1907–1983), deutscher Jurist und Landesbankdirektor
- Bickel, Hans (* 1957), Schweizer Germanist, Lexikograph und Hochschullehrer
- Bickel, Harald (* 1966), deutscher Grafiker und Fotograf
- Bickel, Heribert (1927–2010), deutscher Verwaltungsjurist, Richter und Politiker (CDU), Minister der Justiz von Rheinland-Pfalz
- Bickel, Horst (1918–2000), deutscher Kinderarzt
- Bickel, Johann Daniel Karl (1737–1809), deutscher Kirchenlieddichter
- Bickel, Karl (1886–1982), Schweizer Künstler und GrafikerKarl Bickel (1886–1982)

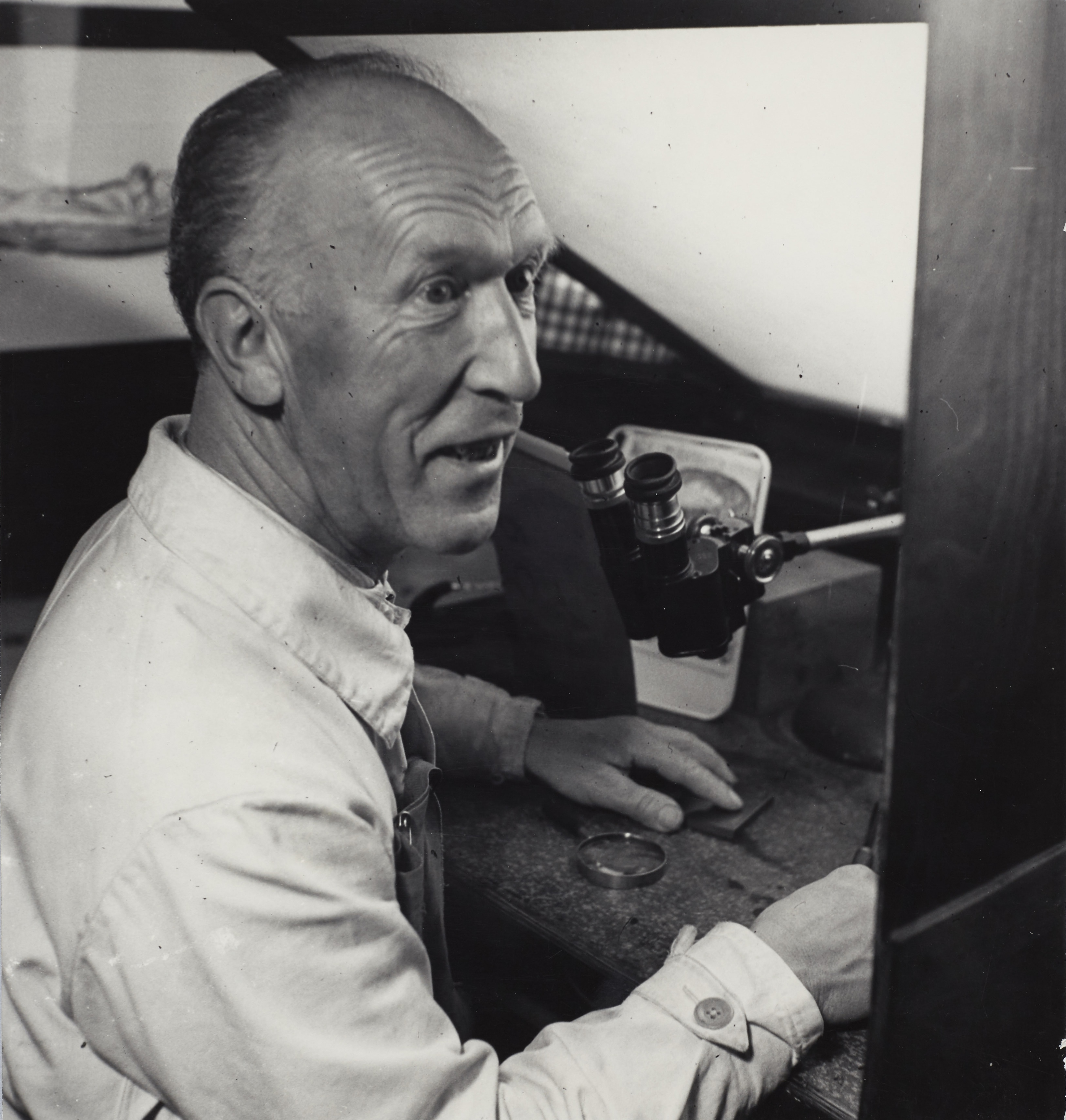
Karl Bickel (1886–1982)

- Bickel, Lena (* 2004), Schweizer Kunstturnerin
- Bickel, Lothar (1902–1951), österreichischer, rumänischer, kanadischer Arzt und Autor
- Bickel, Marcel H. (1927–2017), Schweizer Biochemiker, Pharmakologe und Medizinhistoriker
- Bickel, Margot (* 1958), deutsche Lyrikerin
- Bickel, Markus (* 1971), deutscher Journalist und Publizist
- Bickel, Martin (1938–2003), Schweizer Art-brut-Künstler
- Bickel, Moidele (1937–2016), deutsche Kostümbildnerin
- Bickel, Otto (1913–2003), deutscher Familien- und Heimatforscher
- Bickel, Peter J. (* 1940), US-amerikanischer Statistiker
- Bickel, Pfarrer, Geistlicher und Alpinist
- Bickel, Philipp (1829–1914), deutscher Publizist, Schriftsteller, Baptistischer Theologe
- Bickel, Rudolf (* 1902), deutscher Landrat
- Bickel, Stu (* 1986), US-amerikanischer Eishockeyspieler und -trainer
- Bickel, Susanne (* 1960), Schweizer Ägyptologin
- Bickel, Therese (1941–1999), Schweizer Art-brut-Malerin
- Bickel, Thomas (* 1963), Schweizer FußballspielerThomas Bickel (* 1963)

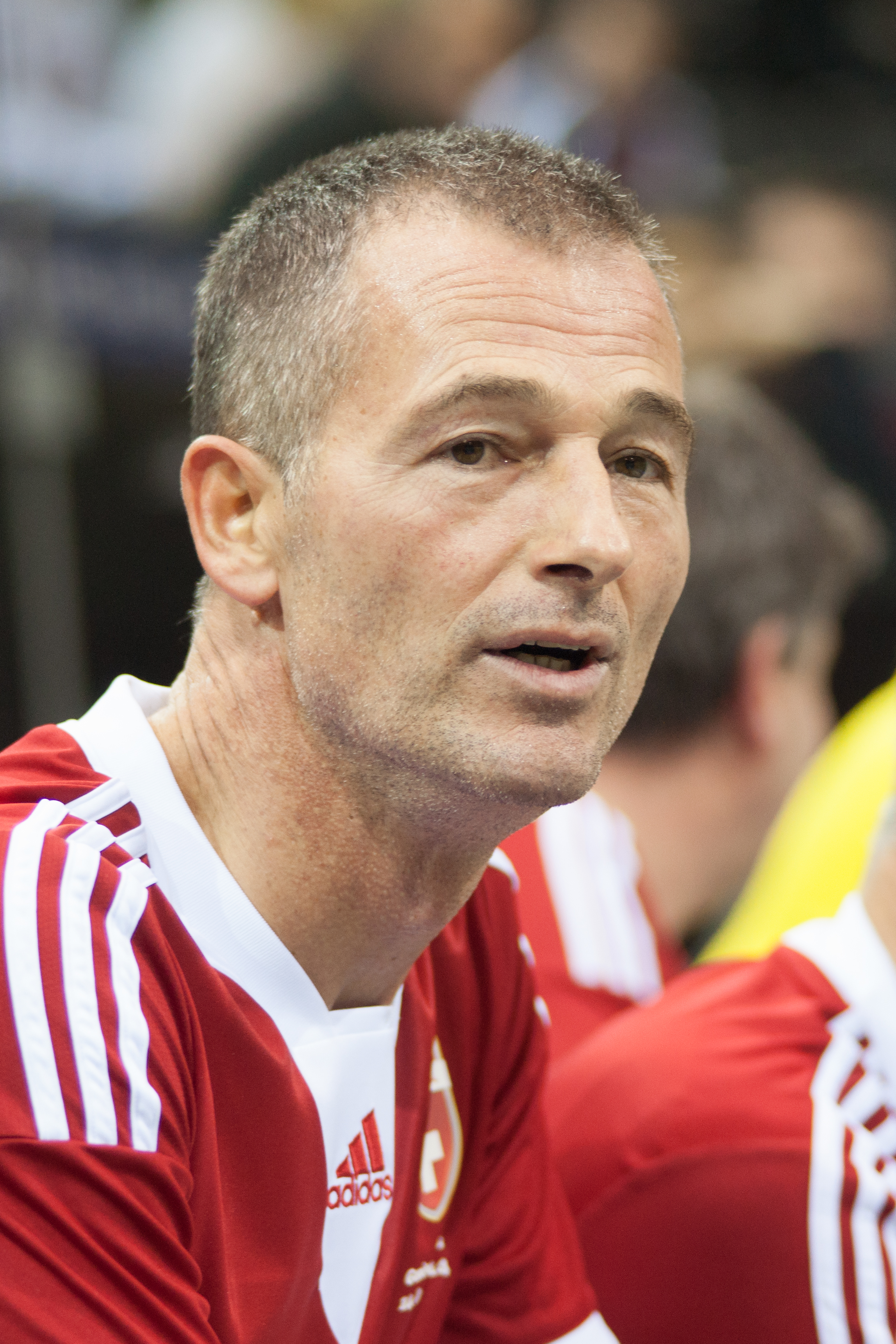
Thomas Bickel (* 1963)

- Bickel, Walter (1888–1982), deutscher Autor und Übersetzer von Fachbüchern der Gastronomie
- Bickel, Wilhelm (1903–1977), schweizerisch-britischer Historiker, Sozialökonom, Finanzwissenschaftler und Hochschullehrer
- Bickel, Willy (1908–1996), deutscher Oberamtsrat und Heimatforscher
- Bickel, Wolf (* 1942), deutscher Amateurastronom und Asteroidenentdecker
- Bickel, Wolfhard (* 1950), deutscher Musikpädagoge, Autor und Dirigent
- Bickelhaupt, Friedrich (1932–2013), deutscher Chemiker und Hochschullehrer (Amsterdam)
- Bickelhaupt, Götz (1928–1987), deutscher evangelisch-lutherischer Pfarrer
- Bickelhaupt, Greta (1865–1919), deutsche Erzieherin, Heimatdichterin und Schriftstellerin
- Bickelhaupt, Ruth (1921–2022), deutsche Schauspielerin
- Bickelhaupt, Werner (* 1939), deutscher Fußballtrainer
- Bickell, Bryan (* 1986), kanadischer Eishockeyspieler
- Bickell, Gustav (1838–1906), deutscher Altorientalist
- Bickell, Hermann (1844–1897), deutscher Verwaltungsjurist und Ministerialbeamter
- Bickell, Johann Wilhelm (1799–1848), deutscher Kirchenrechtler, Richter und Justizminister
- Bickell, Karl Wilhelm (1796–1864), deutscher Landrat
- Bickell, Ludwig (1838–1901), deutscher Jurist, Fotograf und Denkmalpfleger
- Bickelmann, Hartmut (* 1948), deutscher Historiker und ehemaliger Stadtarchivar
- Bicken, Friedrich Wilhelm von († 1732), Hofrat zu Wien, Mainzer Domherr, Erfurter Statthalter
- Bicken, Johann Adam von (1564–1604), Erzbischof und Kurfürst von Mainz
- Bickenbach, Christian (* 1972), deutscher Jurist
- Bickenbach, Jörg (* 1940), deutscher Jurist und Staatssekretär (Nordrhein-Westfalen)
- Bickenbach, Markward II. von, Fürstabt des Klosters Fulda
- Bickenbach, Matthias (* 1963), deutscher Germanist
- Bickenbach, Otto (1901–1971), deutscher Internist, führte im KZ Natzweiler-Struthof Giftgasversuche an Häftlingen durch
- Bickenbach, Werner (1900–1974), deutscher Gynäkologe und Geburtshelfer
- Bicker, Andries (1586–1652), Bürgermeister und Regent von Amsterdam
- Bicker, Björn (* 1972), deutscher Autor, Regisseur, Kurator, Projektentwickler und Dramaturg
- Bicker, Boel Jacobszn († 1505), Bürgermeister von Amsterdam
- Bicker, Christoph (* 1966), deutscher Unternehmer sowie Film- und Fernsehproduzent
- Bicker, Cornelis (1592–1654), Bürgermeister und Regent von Amsterdam
- Bicker, Gerard (1632–1716), holländischer Aristokrat und Beamter
- Bicker, Gerrit (1554–1604), Bürgermeister von Amsterdam, Händler
- Bicker, Herbert (* 1975), liechtensteinischer Fußballspieler
- Bicker, Jan Bernd (1746–1812), niederländischer patriotischer Politiker und Staatsmann; führte während zweier kurzer Perioden den Vorsitz der Batavischen Republik
- Bicker, Johan († 1653), Bürgermeister von Amsterdam
- Bicker, Lambertus (1732–1801), niederländischer Mediziner
- Bicker, Laurens (1563–1606), Entdeckungsreisender, Händler
- Bicker, Norbert († 1715), Abt des Klosters Wedinghausen
- Bicker, Pieter Pietersz (1522–1585), Amsterdamer Bierbrauer und Politiker
- Bicker, Uwe (* 1945), deutscher Onkologe
- Bicker, Veronika (* 1978), deutsche Thriller und Science-Fiction-Schriftstellerin
- Bicker, Wendela († 1668), Ehefrau von Johan de Witt
- Bickerich, Wolfram (1942–2024), deutscher Journalist und Autor
- Bickerich-Stoll, Katharina (1915–2015), deutsche Mykologin und Autorin
- Bickermann, Elias (1897–1981), US-amerikanischer Althistoriker
- Bickerstaff, Bernie (* 1944), US-amerikanischer Basketballtrainer
- Bickerstaff, Edwin (1920–2007), britischer Neurologe
- Bickersteth, Henry, 1. Baron Langdale (1783–1851), britischer Jurist
- Bickersteth, John (1921–2018), britischer anglikanischer Geistlicher
- Bickert, Ed (1932–2019), kanadischer Jazzgitarrist
- Bickert, Klaus (* 1967), deutscher Synchronautor
- Bickerton, Derek (1926–2018), US-amerikanischer Linguist
- Bickerton, John (* 1969), englischer Golfer
- Bickerton, Louie (1902–1998), australische Tennisspielerin
- Bickes, Theodor (1868–1933), deutscher Politiker (DVP), MdR
- Bickett, Thomas Walter (1869–1921), US-amerikanischer Politiker
- Bickford, Bill (* 1956), US-amerikanischer Jazzmusiker
- Bickford, Bruce (* 1957), US-amerikanischer Langstreckenläufer
- Bickford, Charles (1891–1967), US-amerikanischer Schauspieler
- Bickford, James (1912–1989), US-amerikanischer Bobfahrer
- Bickford, Laura, US-amerikanische Filmproduzentin
- Bickford, Michael, US-amerikanischer Polospieler
- Bickford-Smith, Imogen (* 1952), britische Schauspielerin
- Bickham, George der Ältere († 1758), englischer Schreibmeister und Kupferstecher
- Bickham, George der Jüngere († 1771), britischer Kupferstecher
- Bickhardt, Peter (1933–2018), deutscher Pastor, Vertreter der kirchlichen Oppositionsbewegung in der DDR
- Bickhardt, Ralf (* 1912), deutscher Mediziner
- Bickhardt, Stephan (* 1959), deutscher Pfarrer und DDR-Bürgerrechtler
- Bickhoff, Maximilian (1929–2010), deutscher Wissenschaftler und Universitätsmäzen
- Bickhoff, Nicole (* 1956), deutsche Archivarin
- Bickhoff, Nils (* 1969), deutscher Wirtschaftswissenschaftler, Unternehmensberater und Buchautor
- Bicki, Bekem (* 2004), österreichischer Fußballspieler
- Bicking, Anna-Marlene (* 1987), deutsche Sängerin und Filmkomponistin
- Bicking, Franz Anton (1809–1873), deutscher Schriftsteller
- Bickle, Berry (* 1959), simbabwisch-mosambikanische Künstlerin
- Bickle, Mike (* 1955), US-amerikanischer evangelikaler Prediger und Autor
- Bickle, Thomas A. (* 1940), britisch-schweizerischer Mikrobiologe
- Bickle, Trevor (* 1943), australischer Stabhochspringer
- Bickleder, Karl (1888–1958), deutscher Politiker (BVP, CSU), MdR, MdL
- Bickler, Hermann (1904–1984), elsässischer Rechtsanwalt und autonomistischer Politiker (ELP)
- Bickley, Thomas († 1596), Bischof von Chichester
- Bickmann, Claudia (1952–2017), deutsche Philosophin, Professorin der Philosophie an der Universität zu Köln (seit 2002)
- Bickmore, Barbara (1927–2015), US-amerikanische Autorin
- Bicknäse, Hendrik (* 1947), deutscher Schriftsteller, Journalist und Kunstvermittler
- Bicknell, Bennet (1781–1841), US-amerikanischer Politiker
- Bicknell, Blaise (* 2001), US-amerikanisch-jamaikanischer Tennisspieler
- Bicknell, George A. (1815–1891), US-amerikanischer Politiker
- Bicknell, Gordon (* 1974), britischer Musiker und Musikproduzent
- Bicknell, Jack (* 1938), US-amerikanischer Footballtrainer
- Bickner, Kevin (* 1996), US-amerikanischer Skispringer
- Bicknor, Alexander († 1349), englischer Geistlicher, Erzbischof von Dublin
- Bicks, Alexander (1901–1963), US-amerikanischer Jurist
- Bicondova, Camren (* 1999), US-amerikanische Schauspielerin und TänzerinCamren Bicondova (* 1999)

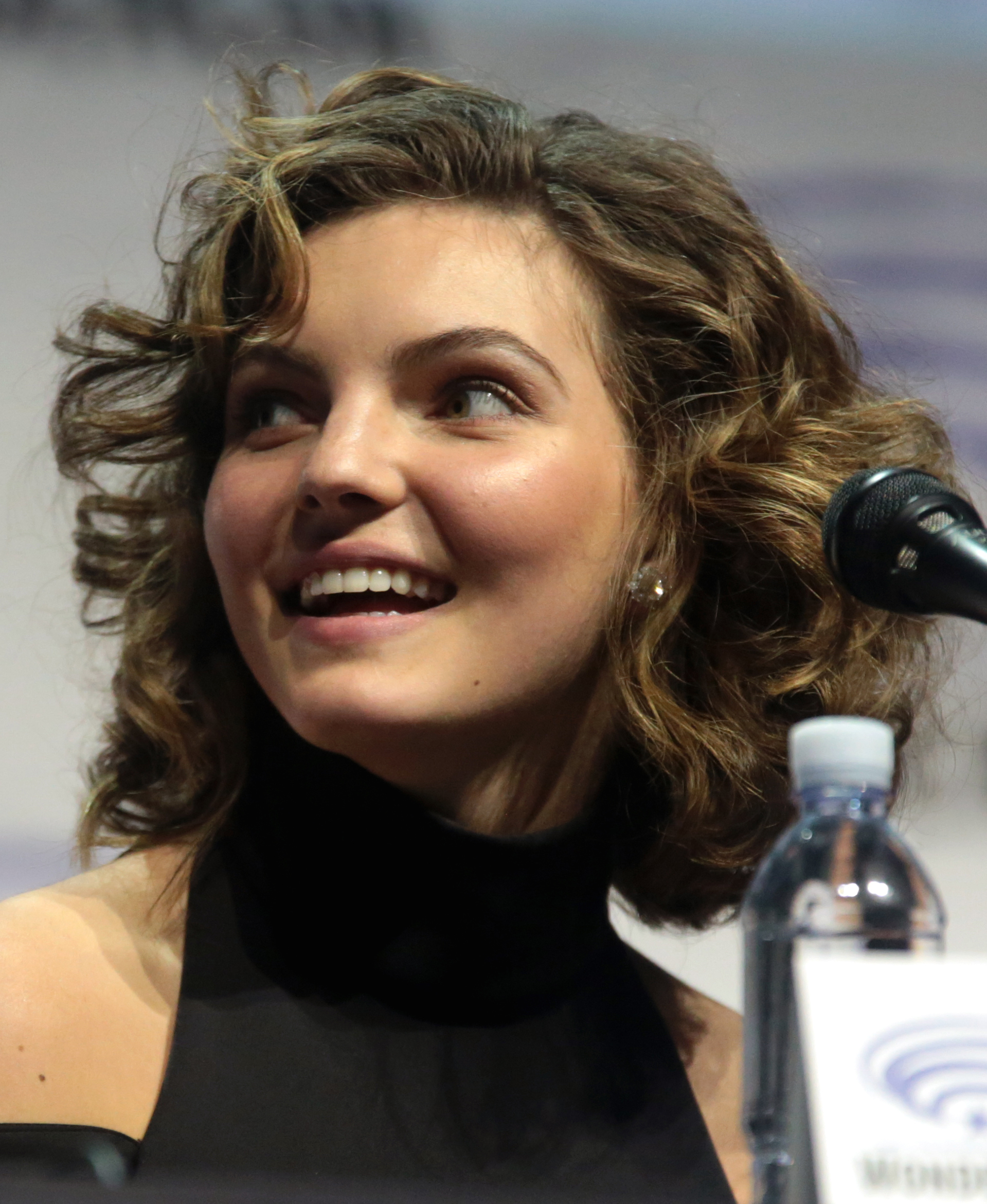
Camren Bicondova (* 1999)

- Bicourt, John (1945–2023), britischer Hindernisläufer
- Bičovský, Přemysl (* 1950), tschechischer Fußballspieler und -trainer
- Bicskei, Bertalan (1944–2011), ungarischer Fußballspieler und -trainer
- Bicskey, Richárd (1936–2020), ungarischer Radrennfahrer
- Bictorianus, römischer Mosaizist
- Biczycki, Jan (1931–1996), polnisch-deutscher Regisseur und Schauspieler
- Biczysko, Dariusz (* 1962), polnischer Leichtathlet

### Bid
- Bidʿa al-Kabīra († 915), Sängersklavin
- Bida, Alexandre (1813–1895), französischer Zeichner, Illustrator und Radierer
- Bida, Sergei Olegowitsch (* 1993), russischer Degenfechter
- Bidal d’Asfeld, Claude François (1665–1743), französischer Offizier, zuletzt Marschall von Frankreich
- Bidař, Petr (* 1991), tschechischer Eiskunstläufer
- Bidard, François (* 1992), französischer Radrennfahrer
- Bidart, Frank (* 1939), US-amerikanischer Dichter und Hochschullehrer
- Bidart, Jean (1923–2010), französischer Radrennfahrer
- Bidatsu (538–585), 30. Tennō von Japan (572–585)
- Bidaud, Laurence (* 1968), Schweizer Curlerin
- Bidaud, Lucien (1930–1987), französischer Afrika-Missionar
- Bidauld, Jean Joseph Xavier (1758–1846), französischer Maler
- Bidault, Georges (1899–1983), französischer Résistancekämpfer und Politiker (PDP, MRP, MCD), Mitglied der NationalversammlungGeorges Bidault (1899–1983)

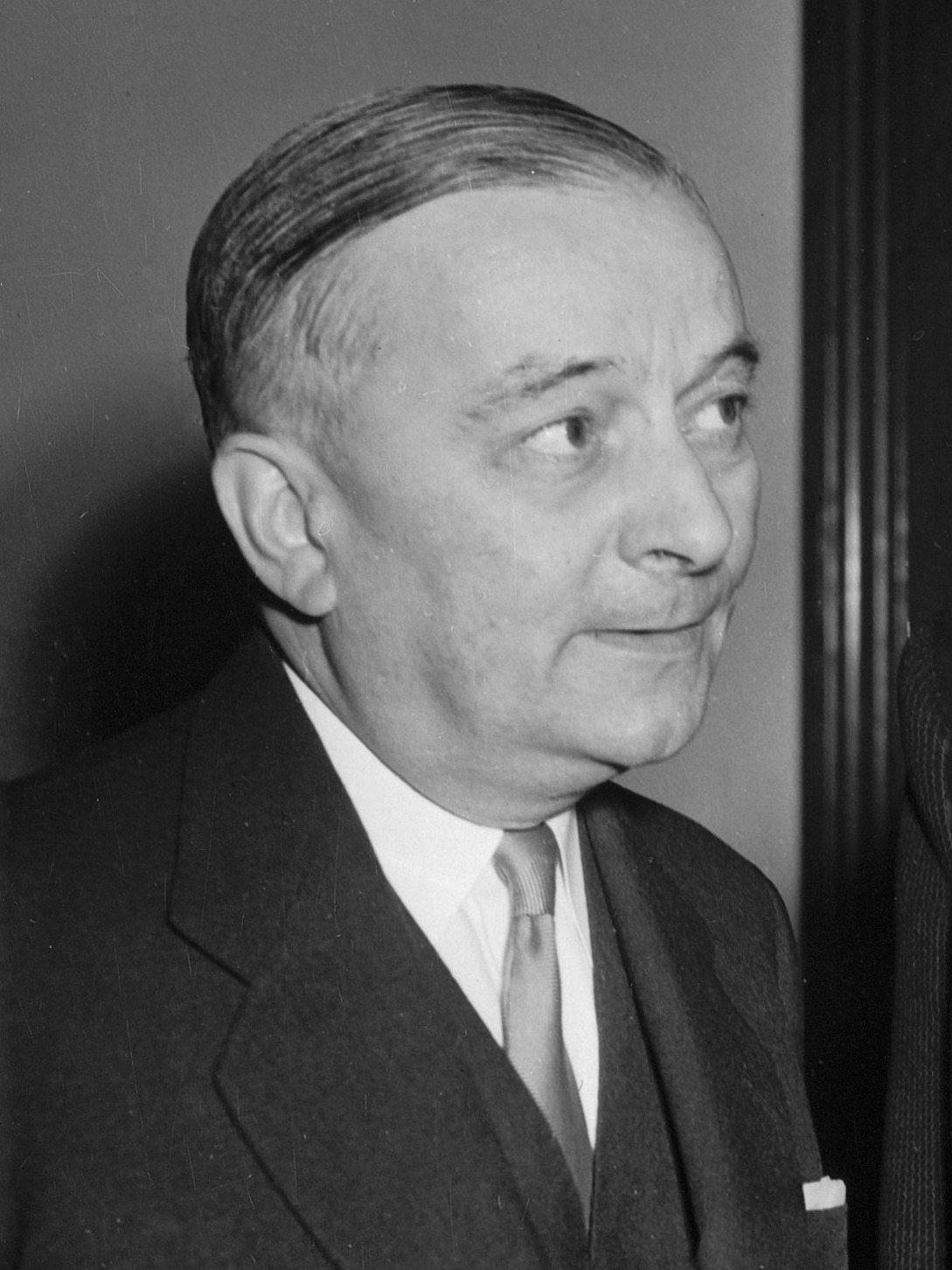
Georges Bidault (1899–1983)

- Bidault, Marcel-Ernest (* 1938), französischer Radrennfahrer, Weltmeister im Radsport
- Bidaut, Eugène (1808–1868), belgischer Bergbauingenieur
- Bidawid, Raphael I. (1922–2003), irakischer Geistlicher, Patriarch von Babylon der chaldäisch-katholischen Kirche
- Bidder, Benjamin (* 1981), deutscher Journalist
- Bidder, Friedrich Heinrich (1810–1894), deutschbaltischer Pathologe und Physiologe
- Bidder, George Parker (1863–1953), britischer Meeresbiologe
- Bidder, Hans (1897–1963), deutscher Diplomat, Botschafter und Kunstsammler
- Bidder, Lea von (* 1990), Schweizer Unternehmerin
- Bidder, Oskar (1866–1919), deutsch-baltischer Pastor
- Biddiscombe, Carl (1924–2000), kanadischer Szenenbildner
- Biddle, Adam (* 1988), australischer Fußballspieler
- Biddle, Adrian (1952–2005), britischer Kameramann
- Biddle, Anthony Joseph Drexel (1897–1961), US-amerikanischer Generalmajor (U.S. Army) und Diplomat
- Biddle, Bruce (* 1949), neuseeländischer Radrennfahrer
- Biddle, Charles (1926–2003), US-amerikanisch-kanadischer Jazzmusiker und Arrangeur
- Biddle, Charles John (1819–1873), US-amerikanischer Politiker
- Biddle, Craig (1879–1947), US-amerikanischer Tennisspieler
- Biddle, Edward (1738–1779), US-amerikanischer Politiker
- Biddle, Francis (1886–1968), US-amerikanischer Richter, unter anderem bei den Nürnberger ProzessenFrancis Biddle (1886–1968)

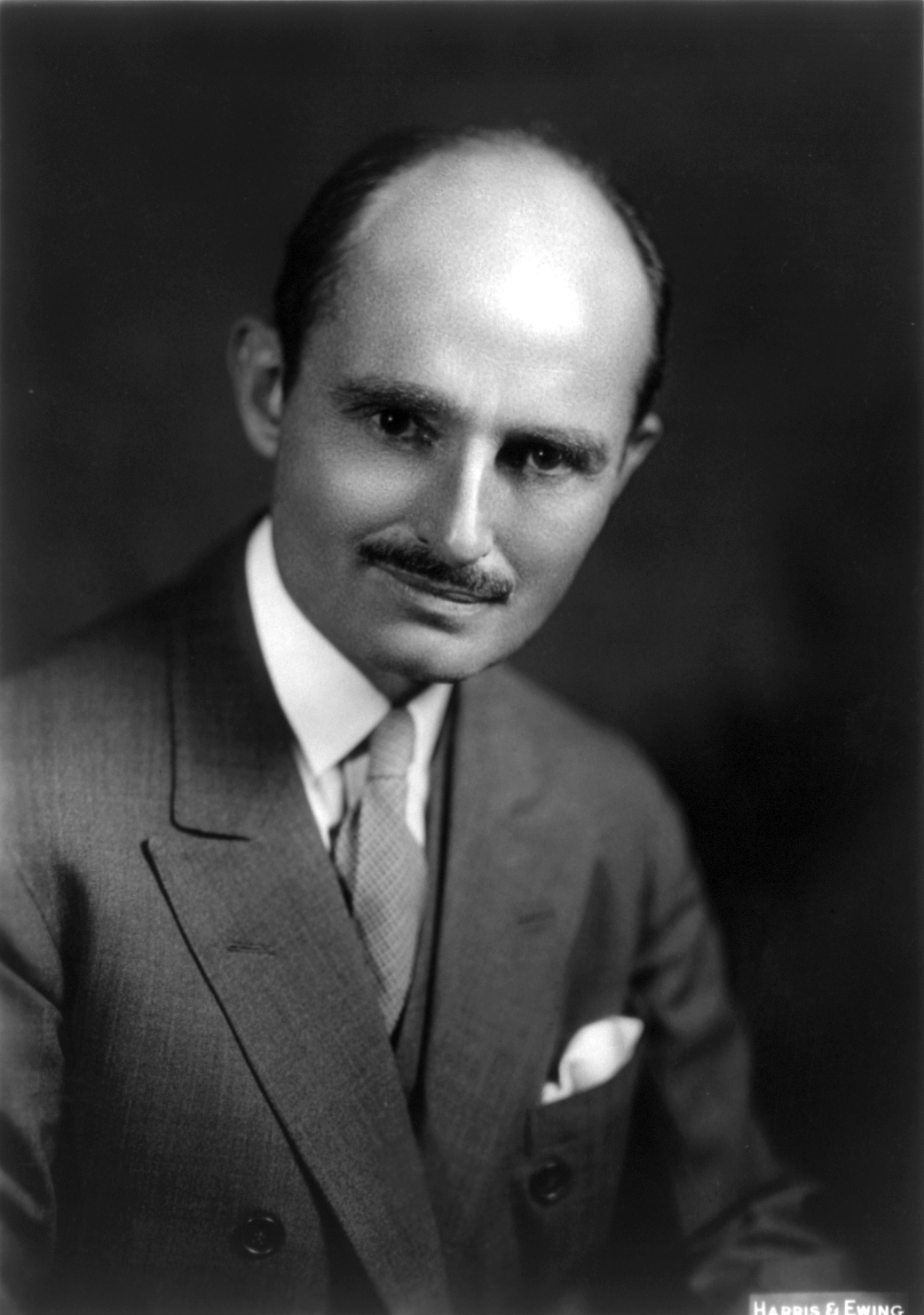
Francis Biddle (1886–1968)

- Biddle, John (1615–1662), englischer Theologe und Prediger
- Biddle, John (1792–1859), US-amerikanischer Politiker
- Biddle, John (1859–1936), US-amerikanischer Militär, General der US Army
- Biddle, Joseph Franklin (1871–1936), US-amerikanischer Politiker
- Biddle, Martin (* 1937), britischer Archäologe
- Biddle, Owen (1737–1799), US-amerikanischer Astronom, Uhrmacher und Geschäftsmann
- Biddle, Richard (1796–1847), US-amerikanischer Politiker
- Biddle, William P. (1853–1923), Befehlshaber des amerikanischen Marine Corps
- Biddle, William S. (1900–1981), US-amerikanischer Offizier, Generalmajor der US-Army
- Biddulph, Nicholas, 5. Baron Biddulph (* 1959), britischer Peer und Politiker (Conservative Party)
- Biddulph, Robert (1835–1918), britischer General
- Biddulph, Steve (* 1953), australischer Psychologe und MänneraktivistSteve Biddulph (* 1953)

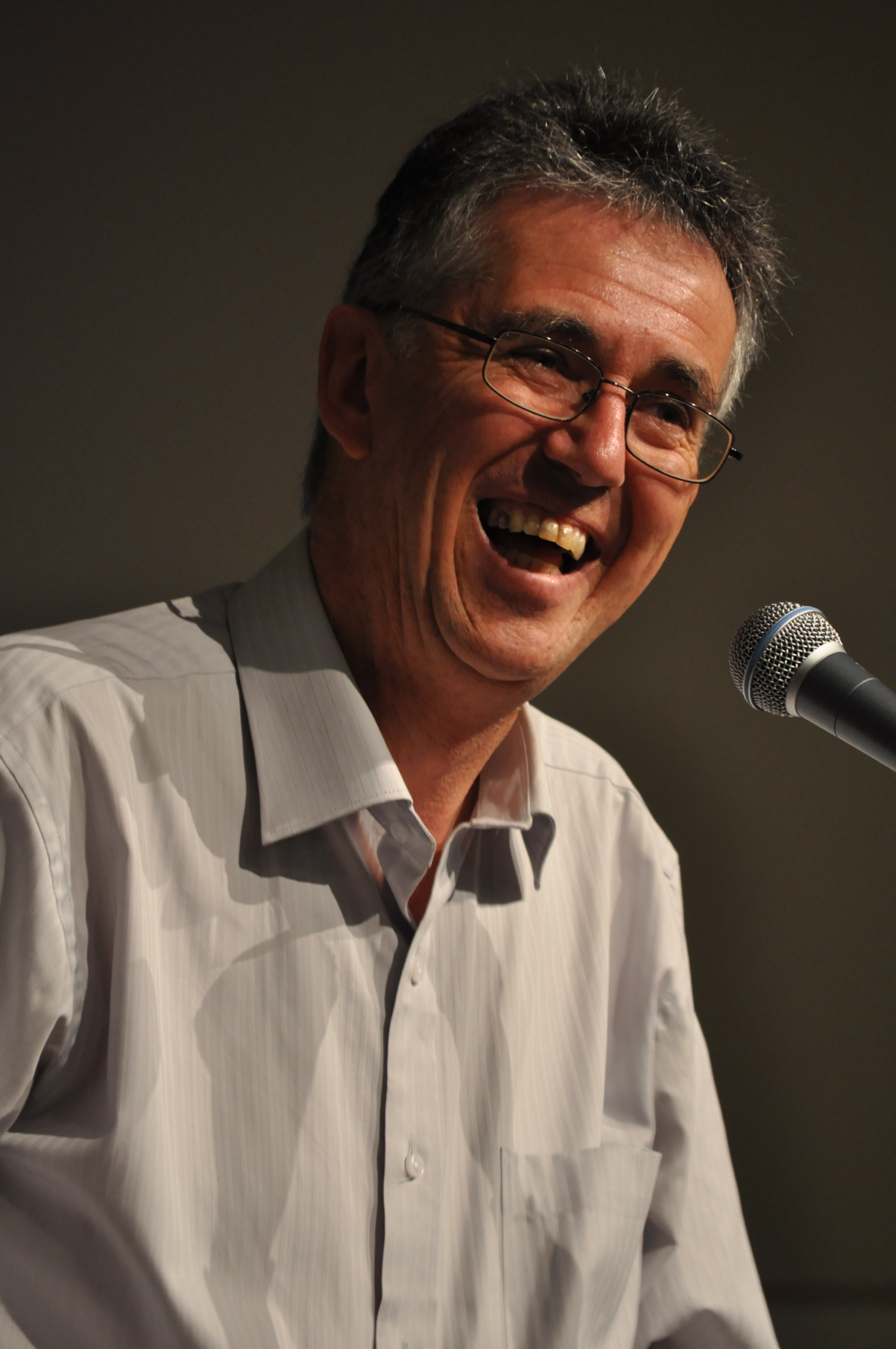
Steve Biddulph (* 1953)

- Bidé, Jonas (* 1977), beninischer Fußballspieler
- Bideau, Jean († 1817), südamerikanischer Freiheitskämpfer
- Bideau, Jean-Luc (* 1940), Schweizer Schauspieler
- Bideau, Jean-Marc (* 1984), französischer Straßenradrennfahrer
- Bidegain, Thomas (* 1968), französischer Drehbuchautor, Filmproduzent und Schauspieler
- Bidel, François (1839–1909), französischer Tierbändiger und Menageriebesitzer
- Bideller, Michael (* 1954), deutscher Schauspieler, Hörspiel- und Synchronsprecher
- Bidembach von Treuenfels, Wilhelm († 1655), deutscher Jurist
- Bidembach, Balthasar (1533–1578), deutscher evangelischer Theologe
- Bidembach, Christoph († 1622), deutscher Registrator und Archivar
- Bidembach, Daniel († 1626), deutscher lutherischer Theologe
- Bidembach, Eberhard der Ältere (1528–1597), deutscher lutherischer Theologe und Geistlicher
- Bidembach, Eberhard der Jüngere († 1591), deutscher lutherischer Theologe
- Bidembach, Felix der Ältere (1564–1612), deutscher evangelischer Theologe und Geistlicher
- Bidembach, Felix der Jüngere (1604–1672), deutscher lutherischer Theologe
- Bidembach, Jakob († 1591), deutscher lutherischer Theologe
- Bidembach, Johann († 1553), deutscher Amtskeller und Reformator
- Bidembach, Johann Moritz († 1624), deutscher lutherischer Theologe
- Bidembach, Johannes, deutscher Jurist
- Bidembach, Wilhelm (1538–1572), deutscher lutherischer Theologe und Geistlicher
- Biden, Beau (1969–2015), US-amerikanischer Jurist und Politiker
- Biden, Hunter (* 1970), US-amerikanischer Rechtsanwalt, Lobbyist und Sohn des 46. US-Präsidenten Joe Biden
- Biden, Jill (* 1951), US-amerikanische Lehrerin, Gattin des US-Präsidenten Joe Biden
- Biden, Joe (* 1942), US-amerikanischer Politiker (Demokratische Partei), 46. Präsident und 47. Vizepräsident der Vereinigten Staaten, Senator für Delaware sowie Professor für RechtswissenschaftJoe Biden (* 1942)

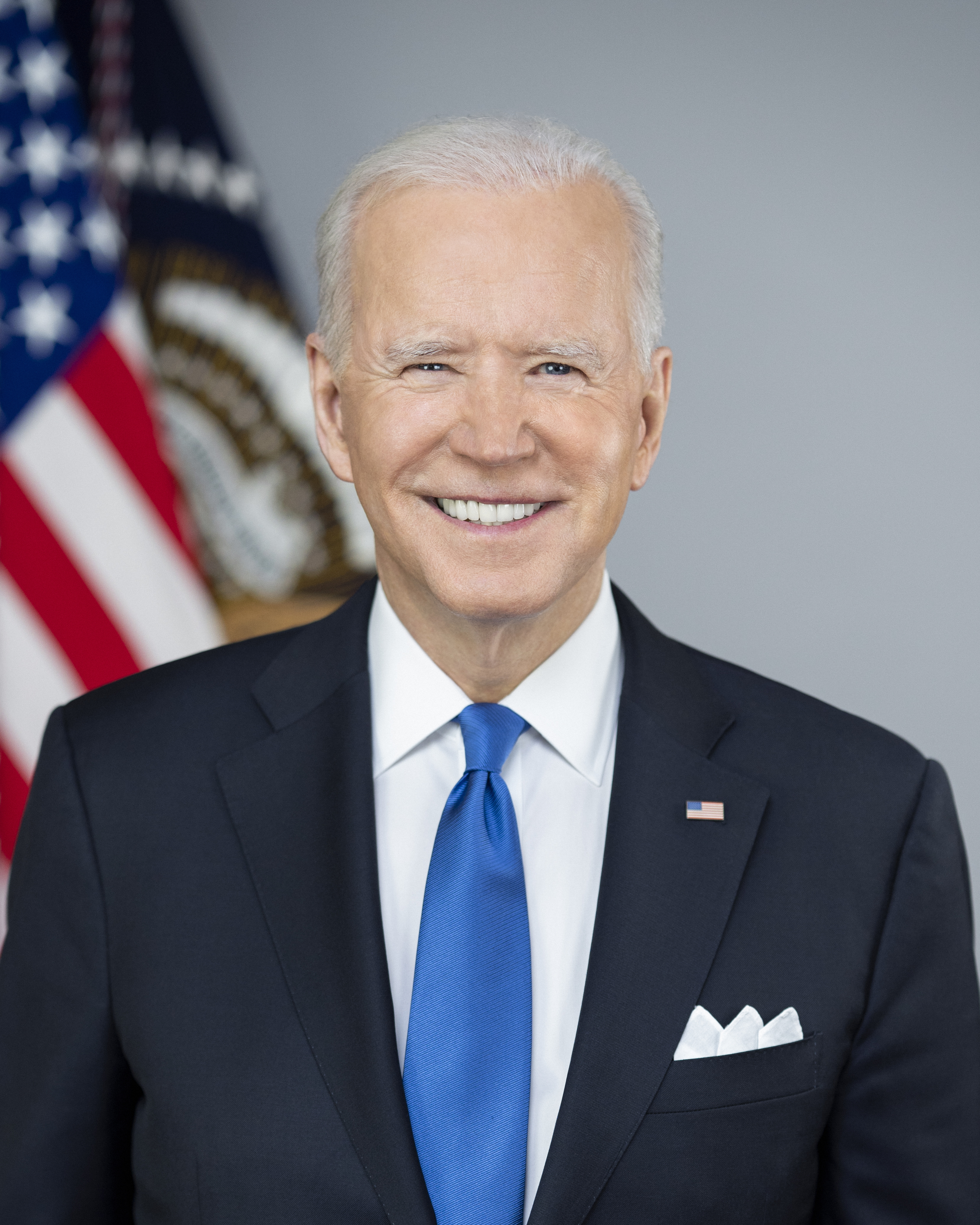
Joe Biden (* 1942)

- Bidenko, Taras (* 1980), ukrainischer Boxer
- Bider, Julie Helene (1894–1919), Schweizer Stummfilmschauspielerin
- Bider, Martin (1812–1878), Schweizer Arzt
- Bider, Oskar (1891–1919), Schweizer Landwirt und FlugpionierOskar Bider (1891–1919)

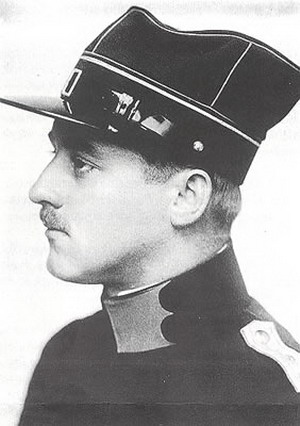
Oskar Bider (1891–1919)

- Bider, Robert (* 1947), Manager im Spitalwesen
- Bideri, John Bonds (* 1958), ruandischer Politiker
- Biderman, Ann (* 1951), US-amerikanische Drehbuchautorin
- Bidermane, Ieva (* 1984), lettische Fußballspielerin
- Bidermann, David Zwi Schlomo (1844–1918), charedischer Rabbiner
- Bidermann, Hermann Ignaz (1831–1892), österreichischer Staatsrechtslehrer und Statistiker
- Bidermann, Jakob (1578–1639), deutscher Dramatiker und Jesuit
- Bidez, Joseph (1867–1945), belgischer Klassischer Philologe
- Bidgood, James (1933–2022), US-amerikanischer Fotograf und Regisseur
- Bidgood, Thomas (1858–1925), britischer Dirigent und Komponist
- Bidhuri, Gaurav (* 1993), indischer Boxer
- Bidil (1645–1721), persisch sprechender Dichter, Meister des indischen Stils
- Bidinger, Lucien (1917–1982), luxemburgischer Radsportler
- Bidinost, Maurizio (* 1959), italienischer Radrennfahrer
- Bidirel, Alexandru (1918–1985), rumänischer Geiger
- Bidjanbek, O. Mahmoud (* 1939), iranischer Bildhauer
- Bidjocka, Bili (* 1962), kamerunischer Konzept- und Installationskünstler
- Bidlack, Benjamin Alden (1804–1849), US-amerikanischer Politiker
- Bidlake, William (1861–1938), englischer Architekt
- Bidlingmaier, Adolf (1905–1946), deutscher Bildhauer
- Bidlingmaier, Friedrich (1875–1914), deutscher Geophysiker und Meteorologe
- Bidlingmaier, Gerhard (1907–1971), deutscher Seeoffizier, zuletzt Kapitän zur See der Bundesmarine, und Marinehistoriker
- Bidlingmaier, Josef (1870–1967), deutscher Uhrenfabrikant und Gründer der Uhrenfabrik Bifora
- Bidlingmaier, Maria (1882–1917), deutsche Staatswissenschaftlerin und Bäuerinnenforscherin
- Bidlo, Mike (* 1953), US-amerikanischer Künstler
- Bidlo, Oliver (* 1973), deutscher Kommunikationswissenschaftler, Soziologe, Publizist und Verleger
- Bidloo, Govard (1649–1713), niederländischer Chirurg, Anatom, Hochschullehrer und Leibarzt
- Bidmon, Elfriede (* 1937), deutsche Mundartautorin
- Bidmon, Heiko (* 1982), deutscher Jazzmusiker (Holzblasinstrumente)
- Bidner, Stefan (* 1966), österreichischer Ausstellungsmacher und Herausgeber
- Bido, Antonio (* 1949), italienischer Filmregisseur und Drehbuchautor
- Bidoglio, Ludovico (1900–1970), argentinischer Fußballspieler
- Bidonga, Yann (* 1979), gabunischer Fußballtorhüter
- Bidot, Éric (* 1971), französischer römisch-katholischer Ordensgeistlicher, Bischof von Tulle
- Bidot, Jean (1905–1986), französischer Radrennfahrer
- Bidot, Marcel (1902–1995), französischer Radrennfahrer
- Bidouane, Nezha (* 1969), marokkanische Hürdenläuferin
- Bidoudane, Mustapha (* 1976), marokkanischer Fußballspieler
- Bidschof, Friedrich (1864–1915), österreichischer Astronom
- Bidstrup, Herluf (1912–1988), deutsch-dänischer Karikaturist
- Bidstrup, Hjalte (* 2006), dänischer Fußballspieler
- Bidstrup, Jane (* 1955), dänische Curlerin
- Bidstrup, Johan (1867–1920), grönländischer Kaufmann und Landesrat
- Bidstrup, Jørgen (1928–1992), dänischer Schauspieler
- Bidstrup, Knud (* 1907), grönländischer Landesrat
- Bidstrup, Lene (* 1966), dänische Curlerin
- Bidstrup, Mads (* 2001), dänischer FußballspielerMads Bidstrup (* 2001)

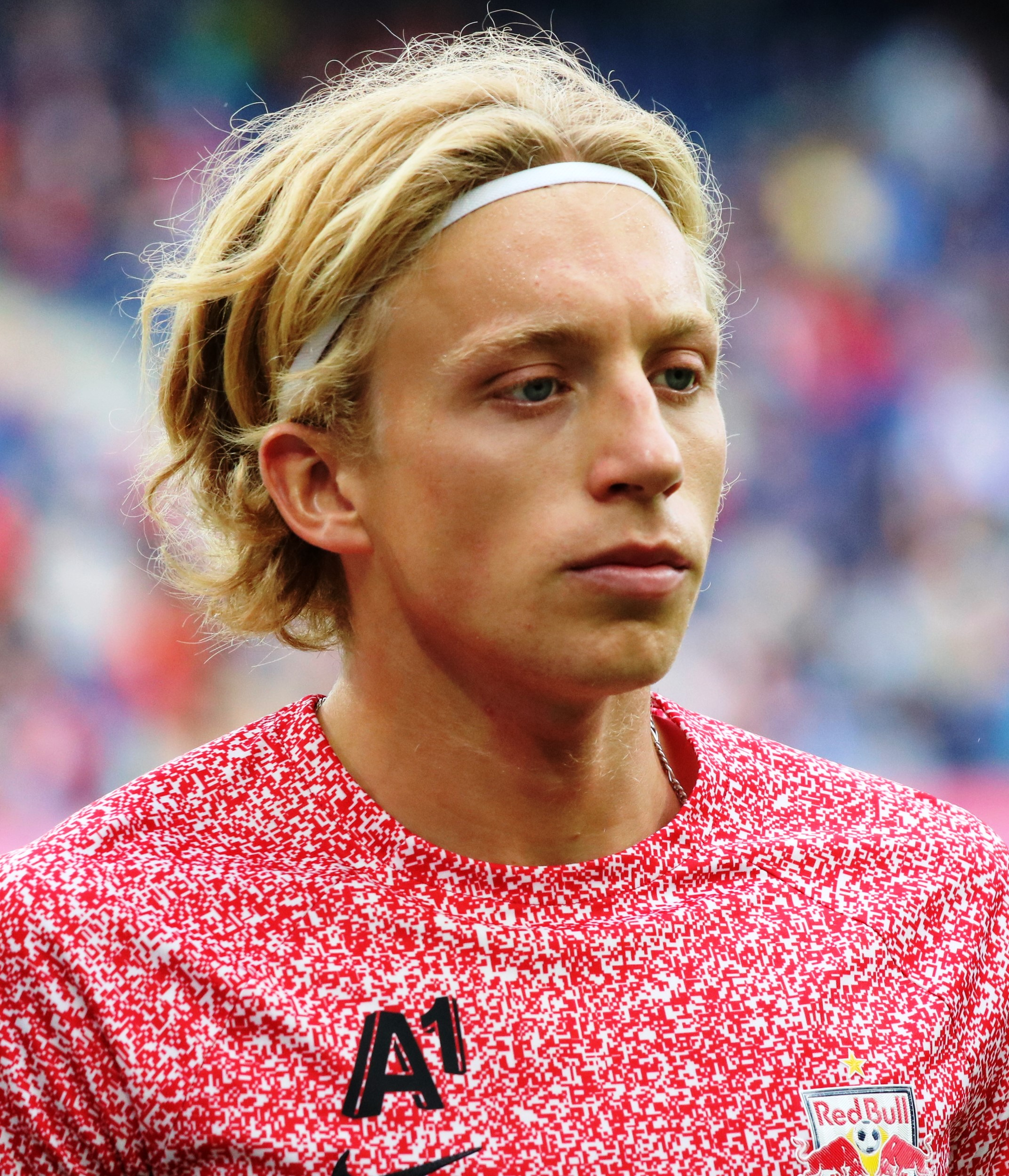
Mads Bidstrup (* 2001)

- Bidun, Walter de († 1178), schottischer Geistlicher und Minister
- Bidwell, Barnabas (1763–1833), US-amerikanischer Politiker
- Bidwell, Belinda (1936–2007), gambische Politikerin
- Bidwell, Bijou (1927–2014), gambische Journalistin, Menschenrechtsaktivistin und Krankenschwester
- Bidwell, Charles Edward (1932–2016), US-amerikanischer Soziologe und Hochschullehrer
- Bidwell, Ernest S. W. (1923–2007), gambischer Mediziner
- Bidwell, Jake (* 1993), englischer Fußballspieler
- Bidwell, John (1819–1900), US-amerikanischer Siedler und Anführer auf dem California Trail, Gründer der Stadt Chico in Kalifornien
- Bidwell, Robin Leonard (1929–1994), britischer Orientalist
- Bidwill, Bill (1931–2019), US-amerikanischer Unternehmer
- Bidwill, Charles (1895–1947), US-amerikanischer Sportunternehmer
- Bidwill, Michael (* 1964), amerikanischer Unternehmer
- Bidziński, Bogusław (* 1973), polnischer Opernsänger (Tenor)